# Religião minoica

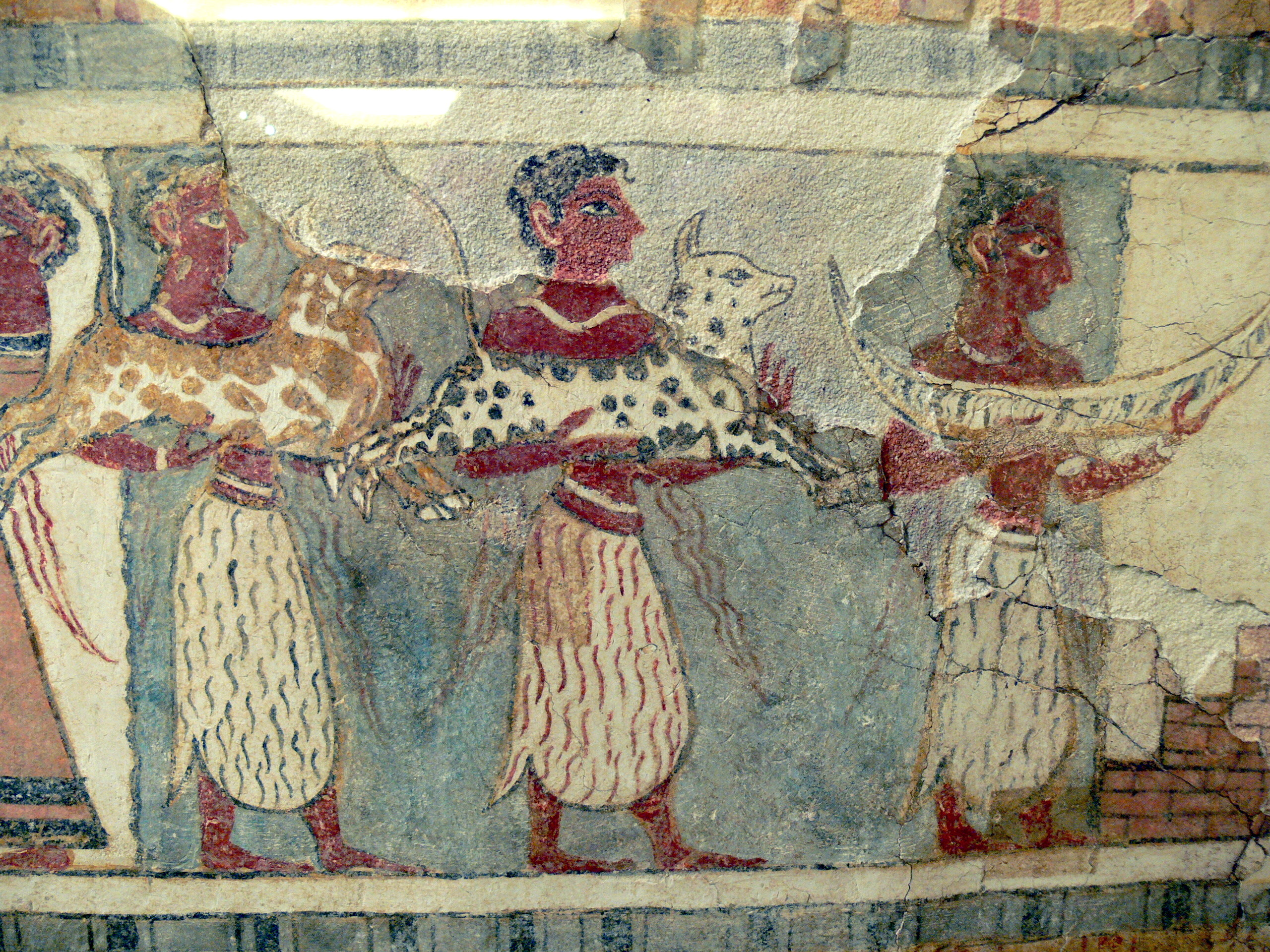
Fiéis ofertando oferendas, Sarcófago de Hagia Triada, período neopalaciano

A religião minoica corresponde a cultos religiosos praticados em Creta pela Civilização Minoica. A religião minoica é uma religião animista orientada para o culto da vegetação. Isto é especialmente perceptível através dos deuses e deusas que morrem e renascem a cada ano, e o uso de símbolos como o touro (ou seus chifres), cobras e pombos. A religião minoica, embora tenha desaparecido com a chegada dos aqueus e dóricos da Grécia, deixou marcas importantes nos mitos do panteão da Grécia clássica.

## O panteão minoico

### O ciclo da vegetação

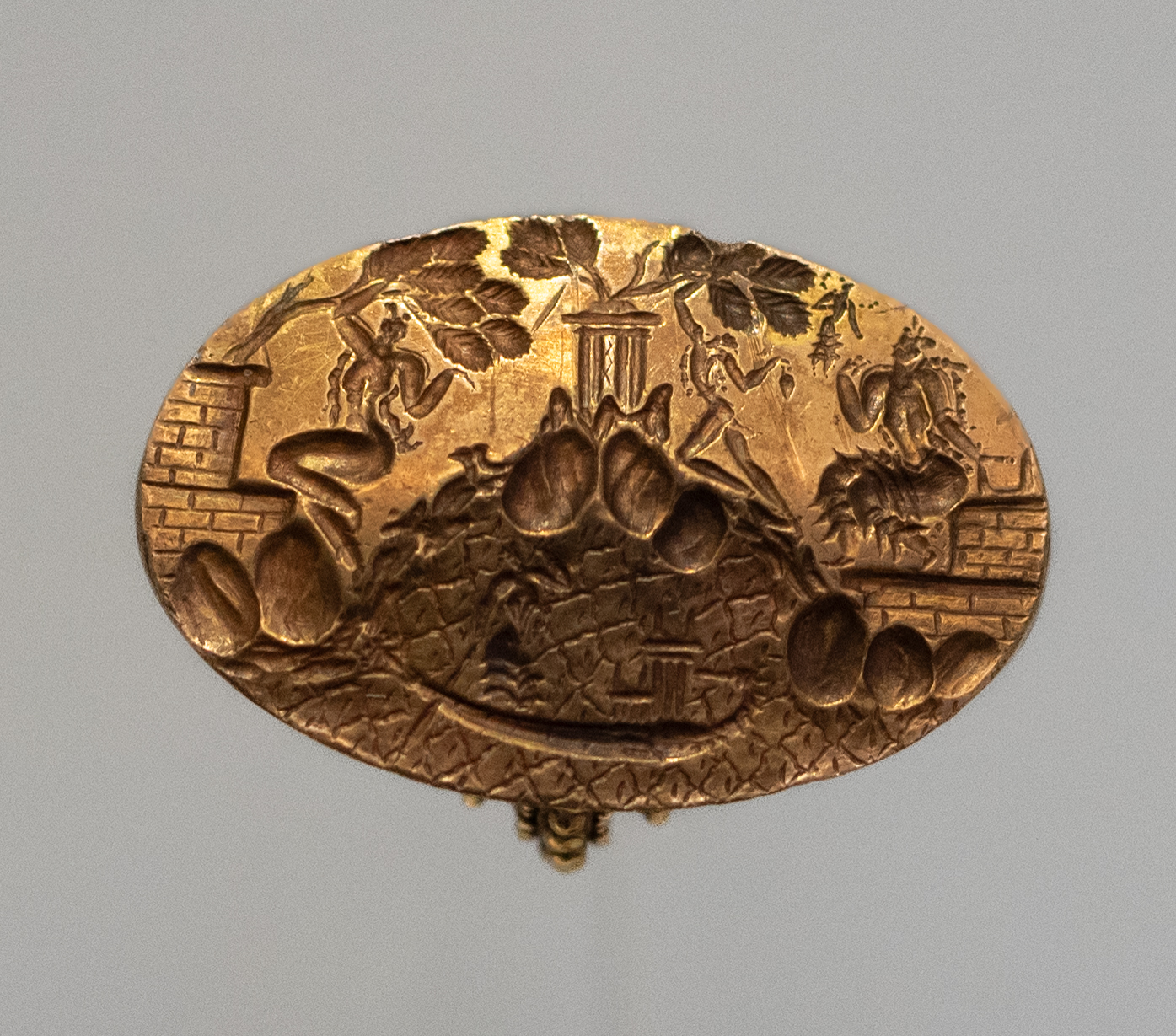
"Anel de Minos", provavelmente de Cnossos, período neopalaciano tardio

Os minoicos personificavam a vegetação como uma criança divina ou um jovem deus que morre e nasce a cada ano. Da mesma forma, o poder criativo da natureza levou as características da Grande Mãe, que aparece como uma mulher que carregava seu filho nos braços e como a esposa do deus jovem. O casamento sagrado, a união da deusa e do deus (o que geralmente morre logo após o casamento) simboliza a fertilidade da terra. As cenas no sarcófago de Hagia Triada é uma representação simbólica do fim do inverno e começo da primavera: a morte e ressurreição da natureza. O jovem deus não é o único deus conhecido na religião pré-helênica. Os pré-helênicos, ao que parece também acreditavam na morte e renascimento de uma deusa jovem da vegetação. As deusas mãe e filha de Elêusis eram provavelmente de raiz pré-helênicas, sendo isto sugerido pela relação entre suas lendas e a cultura de cereais, introduzida na Grécia muito antes da chegada dos gregos.

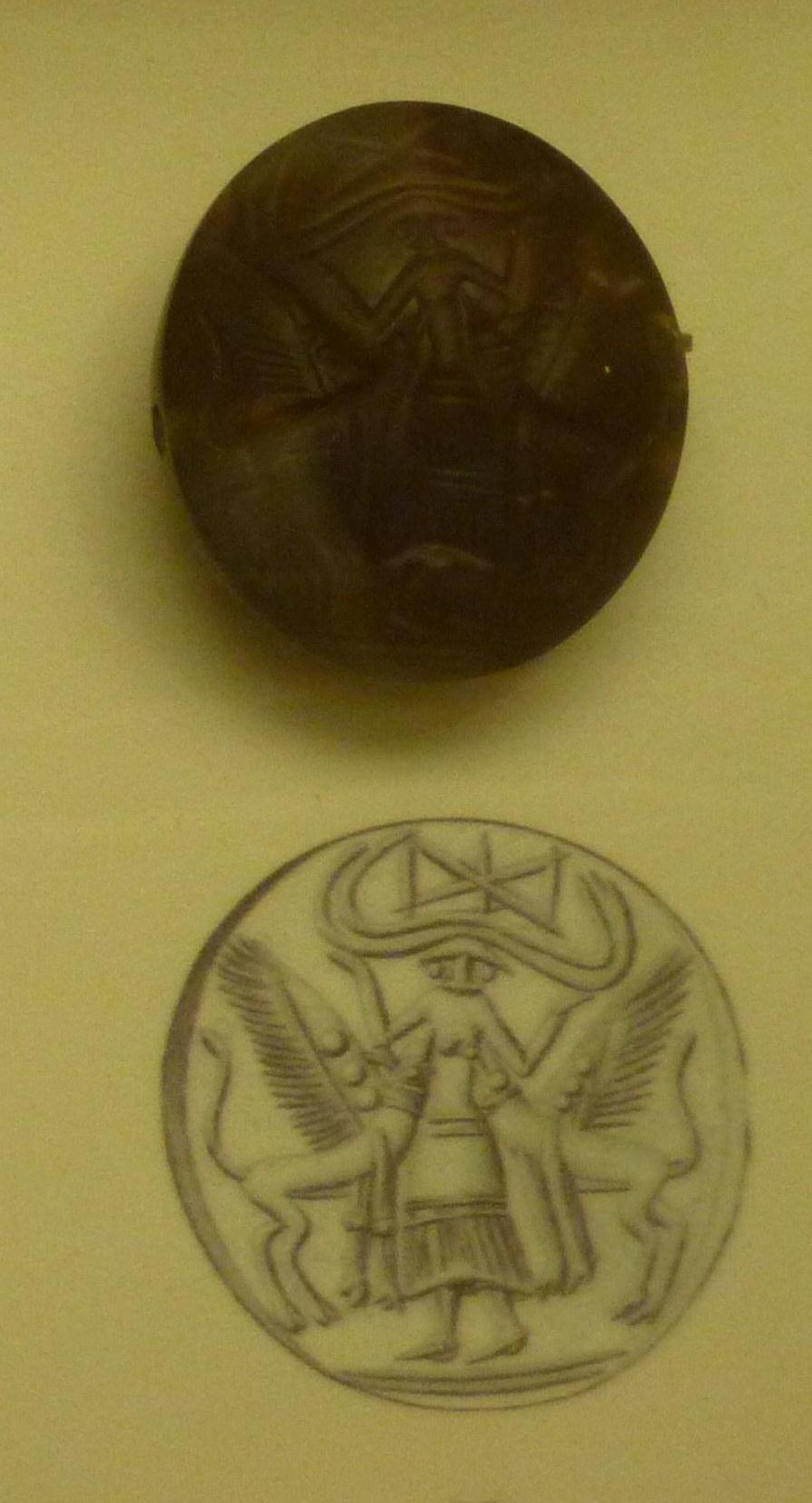
Selo de ônix representando a deusa como senhora dos animais, cercada por grifos. Cnossos, período neopalaciano

Nomes de deusas como Díctina e Britomártis são perceptíveis mesmo depois da desintegração da religião minoica. A primeira deve ser uma deusa associada aos Montes Dícti, enquanto o nome da segunda, que significa "dama doce" é provavelmente um epíteto da deusa jovem. Velchanos e Jacinto são nomes de deuses mortais enquanto Ariadne, apesar de ter sido assumido ser um nome indo-europeu, é uma deusa da vegetação que morre a cada ano.

### Deusa-mãe
Evans sentiu que não era possível separar as figuras femininas neolíticas daquelas encontradas nos templos e altares, representando o que ele viu como a "Grande mãe minoica". Esta deusa-mãe foi a mais antiga concepção de divindade conhecida. As divindades femininas pré-helênicas assumem várias formas numerosas e variadas, e não se sabe exatamente quando essas formas correspondem a diferentes deusas ou aspectos diferentes de uma deusa. A Deusa-mãe é representada no cume de uma montanha entre leões quando representa a mãe das montanhas ou a senhora dos animais, outras vezes aparecendo como uma deusa das árvores ou uma deusa com cobras, pombas e papoulas. Ela pode tomar forma de guerreira portando espada e escudo e também pode ser considerada como uma deusa do mar durante uma viagem em um navio. Há interpretações dessas imagens: a cobra como um símbolo de aspecto subterrâneo, ou como a própria deusa em sua forma animal; as pombas são emblemas da deusa celestial, e as papoulas são atributos de uma deusa que acalma as crianças.

### Monoteísmo dualista

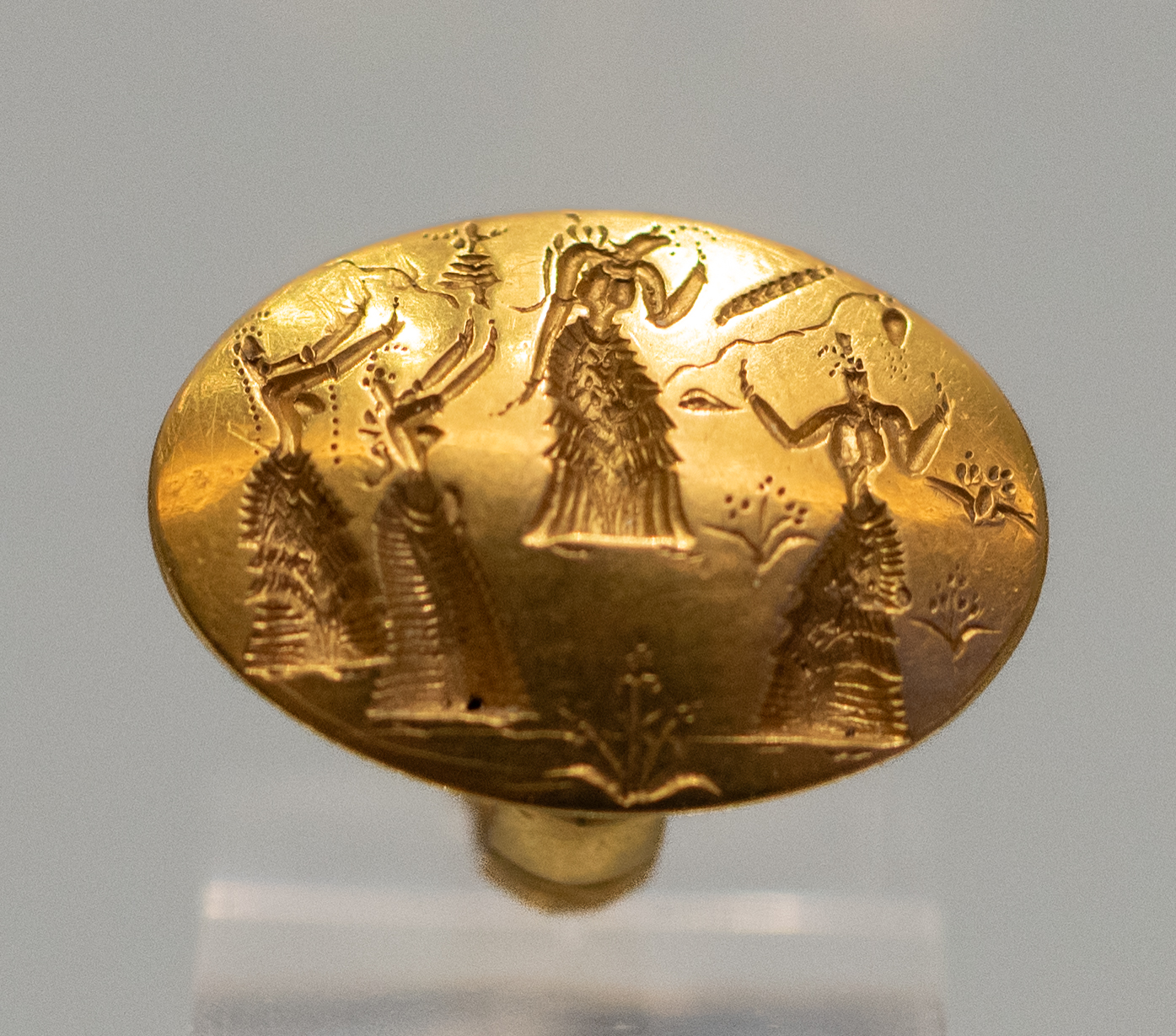
Anel de Isopata, século XV a.C.

A Civilização Minoica dá a impressão de ter sido sociedade matriarcal, e por muito tempo considerou-se que não houve deuses masculinos em sua religião. No entanto, a hipótese da existência de uma divindade masculina não é descartada, e agora se admite que os minoicos tenham tido uma ideia de deusa-mãe amante ou filha, consecutiva ou simultaneamente. Para muitos pesquisadores este deus seria o ancestral do deus Zeus da Grécia clássica, tendo então todas as histórias atribuídas a Zeus criança em Creta sido uma indicação de crenças e práticas muito antigas a um deus viril infinitamente mais antigo que o Zeus hesiódico. Este deus aparece sob o disfarce de um domador de feras e armado com um arco com um leão ao seu lado. Às vezes, é acompanhado por um cervo e um demônio alado carregando um vaso de libação, ou um grifo. Não sabemos o seu nome minoico, e é difícil vinculá-lo a um deus grego.

### Demônios e outras criaturas
Nas cenas rituais, surgem ao lado de deuses várias criaturas que podem representar os espíritos da vegetação. Para Alexiou, a origem destes personagens pode ser rastreada até os ritos mágicos, com a presença de homens com máscaras de animais. Estas criaturas aparentemente serviram ao deus jovem para adoração e transporte de vasos para derramar libações em sucursais ou a uma deusa sagrada sentada em um trono.

## Símbolos sagrados

### Chifres

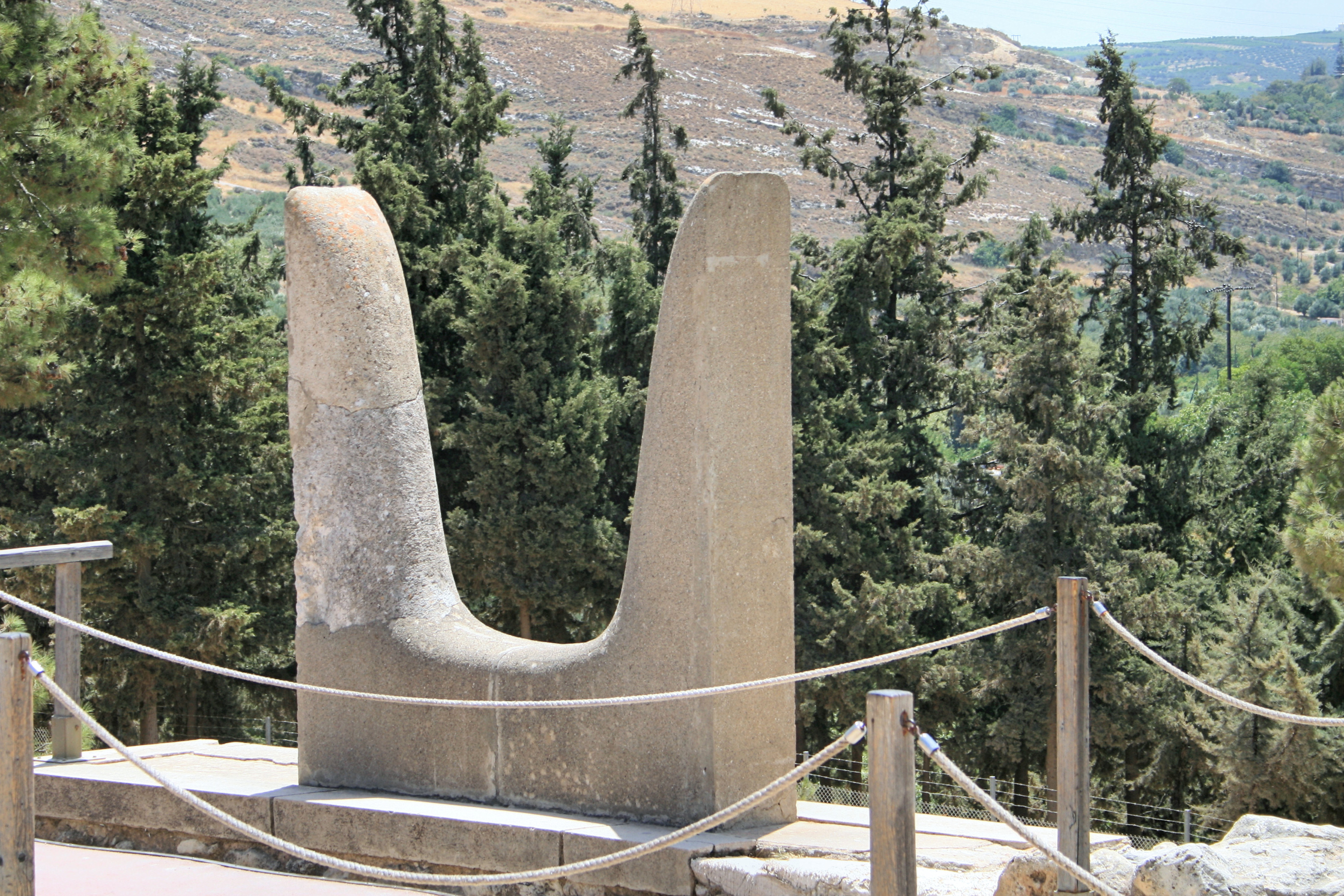
Réplica de chifres de consagração encontrados por Evans em Cnossos

A manifestação simbólica dos deuses através de objetos relacionados com seu culto é mais importante para os minoicos do que a representação direta. Um dos símbolos mais sagrados, ou, em qualquer caso, o mais comum, foi o par de chifres de consagração. Às vezes, os chifres são associados com machados duplos, ramos e vasos de libações. Obviamente, estes chifres são a representação resumida de uma cabeça de touro.
Estes chifres podem ser de qualquer tamanho: há modelos em gesso, argila ou pedra. Não há nenhum tipo único e eles podem assumir diferentes formas. Algumas espécies são grossas e maciças, podendo as projeções em forma de chifres serem mais ou menos remotas. Essas diferenças nas formas não correspondem a uma diferença temporal, já que vários tipos aparecem nos mesmos lugares em épocas similares. Se os chifres parecem ser datados de todas as épocas minoicas, a maioria deles data do Minoano Recente II e III.
Um dos exemplares mais notáveis é o par de chifres com machados-duplos de Cnossos, onde dois pares, feitos de estuque foram encontrados in situ com os ídolos. Entre cada chifre, há uma ranhura, como se algo pudesse ser inserido, talvez um machado duplo. Além disso, uma machado de pedra sabão foi encontrado nas proximidades de um dos chifres, no entanto era pequeno demais para ser inserido. Esta importante descoberta permitiu a compreensão da utilização e localização dos símbolos de cultos minoicos. Sempre em Cnossos, um par com mais de 1,80 m de altura, foi encontrado perto da entrada sul. Um grande par de gesso foi encontrado no pequeno palácio de Niru Cáni datado do minoano recente, perto de alguns degraus que forma uma plataforma na qual os chifres foram criados. Outros chifres tem sido encontrados em outros lugares perto de altares, como em Russólacos, onde um par foi encontrado dentro de um armazém.

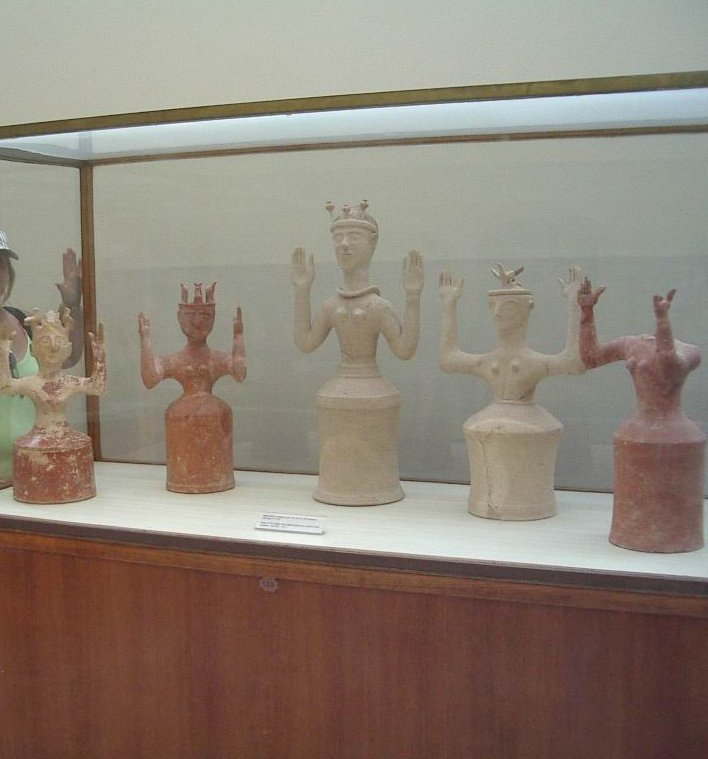
Exemplo de deusas com os braços levantados; a posição foi inspirada na forma dos chifres de consagração.

Um tipo particular de chifres foi encontrado, entre outros, na Caverna de Patsós. De argila, é decorado com linhas na parte externa. Este par tem a distinção de ter um terceiro chifre no meio, sem decoração. Pequenas perfurações foram feitas nos chifres, provavelmente para evitar o rompimento da argila quando estivesse no fogo. Outros dois pares foram encontrados um em Patsós, e o outro em Hagia Triada.
Um píxide de esteatita de Cnossos mostra um par de chifres em silhar. Muitas vezes são encontrados objetos entre os chifres. Apenas uma vez, em um pitos da caverna de Psicro, este objeto foi uma oferta de sacrifício, embora nenhuma explicação foi fornecida com alguma certeza sobre este caso. Em todos os outros casos, os objetos entre os chifres são machados-duplos, vasos de libação, alguns deles em pedra como os de Váfio, ou ramos. Exemplos representativos de ramos entre os chifres são muitas vezes mais reveladores, porque muitos deles retratam ao mesmo tempo atos religiosos. Uma pedra gravada na caverna de Ida mostra uma mulher soprando uma concha de pé na frente de um par de chifres com ramos. Um vaso de pedra de Váfio retrata gênios derramando libações de vasos em ramos colocados entre os chifres. Em ambos os casos, os chifres são colocados sobre um altar com as bordas curvas. Esta conexão entre os chifres e ramos sagrados pode explicar porque os chifres são transformados em motivos vegetais em duas pedras gravadas expostas no Museu Britânico.

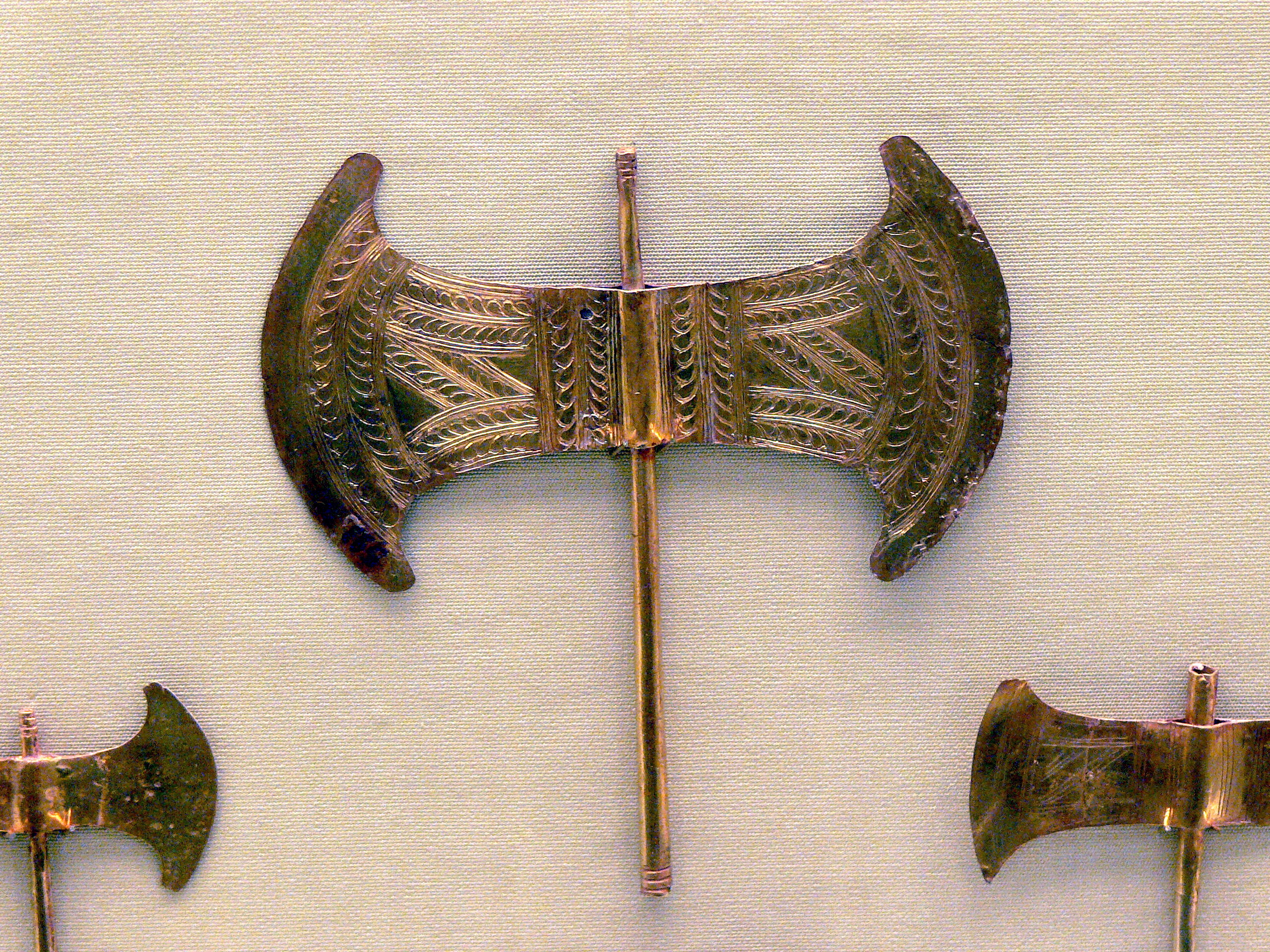
Machados duplos (lábris) em ouro

Os chifres de consagração poderiam encontrar suas origens no Egito, onde, embora haja diferença de pormenor, também há muito em comum com uma tendência de ver objetos como um símbolo de uma divindade. Semelhanças entre a forma dos braços de alguns ídolos e a forma dos chifres de consagração levou a sua comparação com os braços de figurinhas pré-dinásticas do Egito, sendo o levantamento dos braços muito semelhante aos chifres minoicos, o que pode inferir em um culto de uma deusa mãe em forma de vaca tanto no Egito com em Creta, tendo uma reminiscência do culto existido através desta atitude.

### Machado duplo
O símbolo do machado duplo (lábris) tem também uma importância enorme. O machado duplo é derivado do usado no cotidiano, mas com características particulares. Muitos machados foram encontrados, mas alguns não foram projetados para fins práticos, seja porque eles são feitos de materiais frágeis (pedra mole ou chumbo) ou porque seu tamanho torna-o inutilizável, sendo alguns tão pequenos que o cabo é um pouco maior que um alfinete. Mesmo ao nível da forma, há diferenças. A lâmina era mais larga e mais fina, a borda era afiada em semicírculos, algumas vezes com lâminas redobradas, tornando-se eixos quádruplos. O machado sagrado era mais ornamentado, tornando seu uso quase impossível. Sua superfície era por vezes decorada com padrões lineares ao longo das bordas do machado, enquanto linhas diagonais preenchem o espaço central.

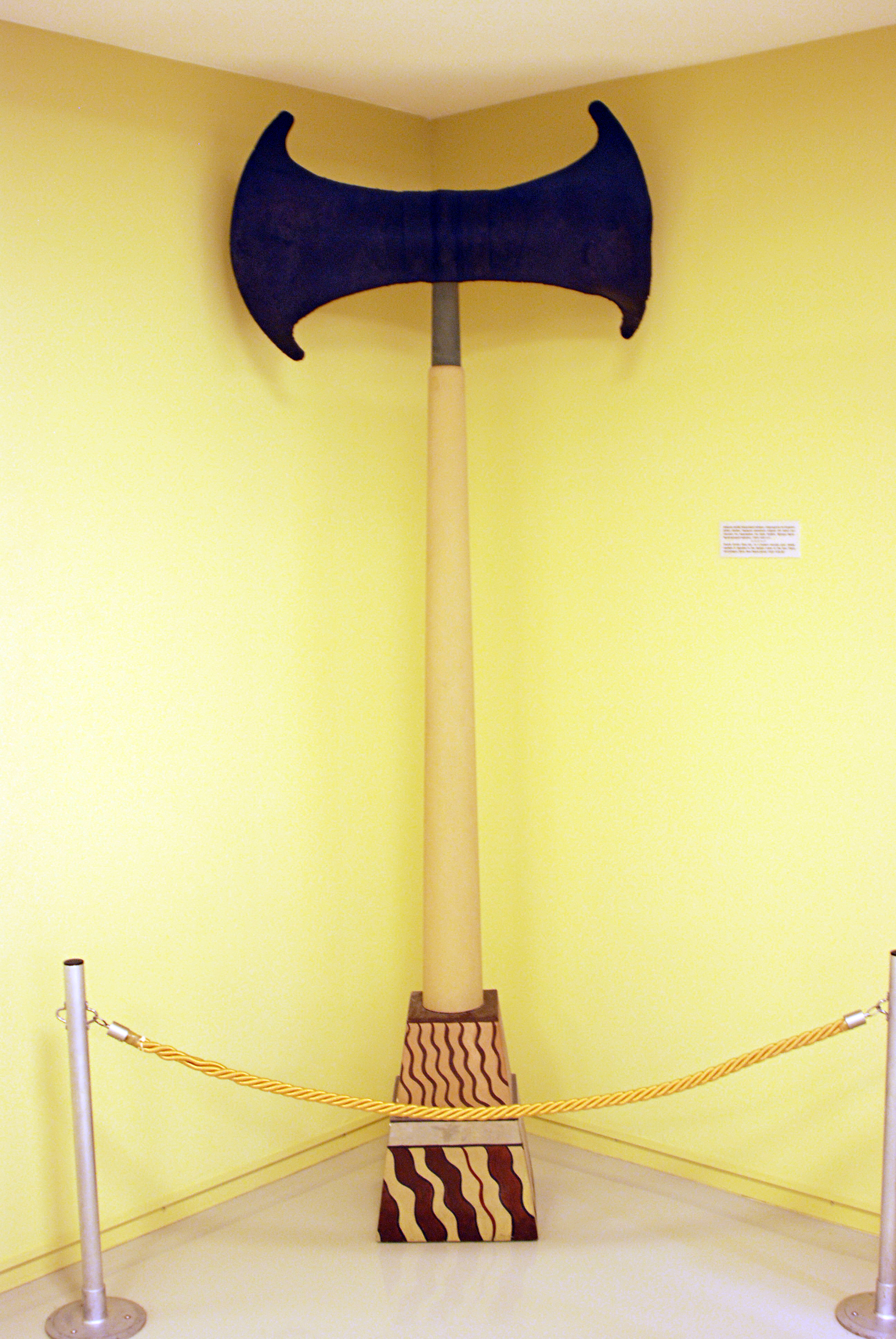
Reconstituição de um machado duplo em sua base

Os espécimes mais antigos conhecidos até hoje, feitos de chumbo ou de cobre, são provenientes de um túmulo do Minoano Antigo II de Móchlos, e um deles é apenas de 7,5 cm². As maiores concentrações de machados foram encontradas em Arcalochóri e Psicro. Os restos de 18 machados foram encontrados in situ, em nichos de estalactite. As lâminas são todas muito curvadas. Alguns são feitos com uma única lâmina de bronze, enquanto outros são feitos de dois pedaços de metal presos sem rebites. Os machado duplos, colocados em bases em forma piramidal truncada, adornaram várias partes do palácio de Cnossos. A grande repetição destes emblemas poderia explicar a denominação "labirinto" para descrever Cnossos. lábris em um idioma anatólio e talvez também em minoico significava machado duplo. A palavra labyrinthos significa palácio com machados duplos.
Machados pintados ou gravados, com exceção de uma representação em um jarro do minoano antigo I, datam todos do Minoano Médio III ou do Minoano Recente. Um dos modelos de machado mais frequentemente representados é o machado de duas lâminas. Este modelo é facilmente visível no sarcófago de Hagia Triada, no lado representando uma libação, e também têm linhas transversais no interior das lâminas. Do outro lado do sarcófago, outra lâmina de machado duplo é visível, tendo na parte interna extremidades em forma de espiral. Encontramos esses apêndices espirais em dois vasos do Minoano Recente I provenientes de Pseira.

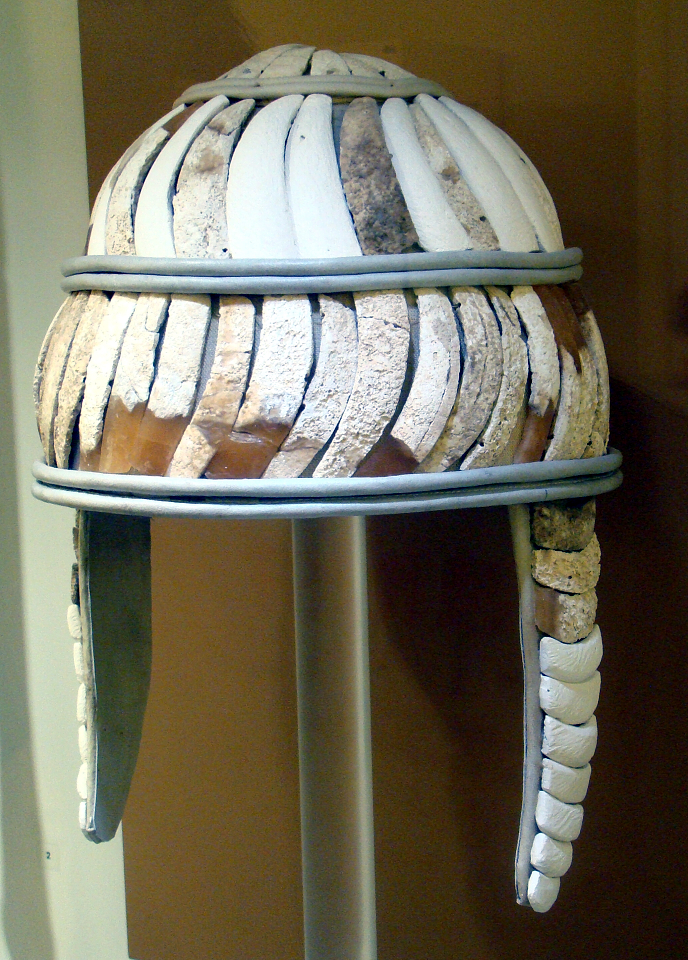
Capacete minoico

Alguns arqueólogos, entre eles Evans, reconheceram machados nos motivos chamados de borboleta em um vaso. Essas borboletas são triângulos invertidos que tocam-se em suas extremidades, apesar de terem sua base paralela.
O uso do machado duplo nos cultos minoicos é particularmente bem representado pelo sarcófago de Hagia Triada. Os machados duplos são fixados em longos postes plantados em uma base. Na cena do sarcófago podem ser vistos dois tipos de base: a primeira é nivelada e consiste em dois blocos quadrados de pedra cuja forma sugere que estes são dois cones sobrepostos; a segunda parece ser composta de apenas uma peça decorada com a alternância de quadrados vermelhos e brancos. A partir destas indicações, várias bases foram identificadas como tendo servido como base para machados duplos. Sempre no Sarcófago de Hagia Triada, os machados estão postos no topo de postes altos e aves estão estacionadas em seu cume, e no entorno cenas de libações ou então são colocados entre o altar e o santuário: isso deve convencer, eventualmente, que os machados duplos foram considerados objetos rituais venerados no culto minoico. Quase todos os arqueólogos admitem que o machado é um fetiche ou um símbolo de uma deidade.

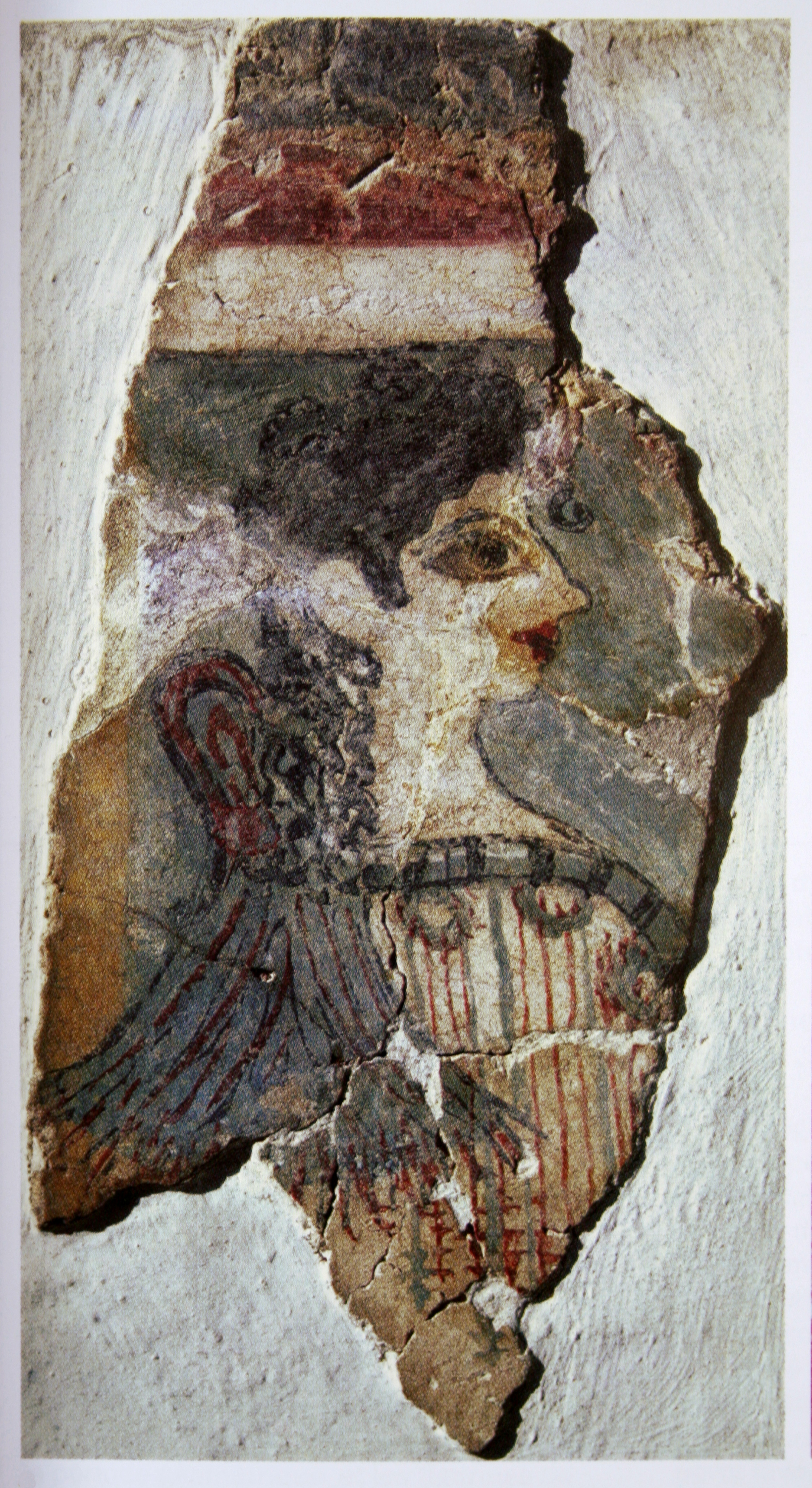
Afresco "A Parisiense"

### Nó
Outro símbolo associado com o machado duplo foi o nó sagrado: uma tira de pano amarrada no meio, com as duas pontas soltas penduradas. Usado como motivo decorativo em cerâmica, também pode-se ver uma cópia no afresco "A Parisiense" de Cnossos. Para os egípcios, os nós tinham uma força protetora, e Ísis tinha como símbolo um nó semelhante ao dos minoicos.
Um nó de marfim foi descoberto em uma casa na parte sudeste de Cnossos. Evans já considerava nós como objetos sagrados. Para Persson, eles são um símbolo indicando que o objeto a que pertencem está ligado à divindade.

### Outros símbolos
Malhos de pedra também foram encontrados em santuários e túmulos. Eles tinham um cabo de madeira e uma bola de martelo em ambas as extremidades. Eles eram geralmente representados com sacerdotes e serviram provavelmente como cetros tendo sido instrumentos de sacrifício, como o machado duplo. Além destes ainda havia peças de armadura defensiva: escudos e capacetes eram vistos como símbolos da deusa, ou como uma manifestação de sua forma guerreira. Outro símbolo é a cruz e suas variantes (estrela, roda suástica). Frequentemente foram encontradas cruzes sobre selos e às vezes na forma de um X entre os chifres de um touro.

## Locais de culto

### Grutas e cavernas

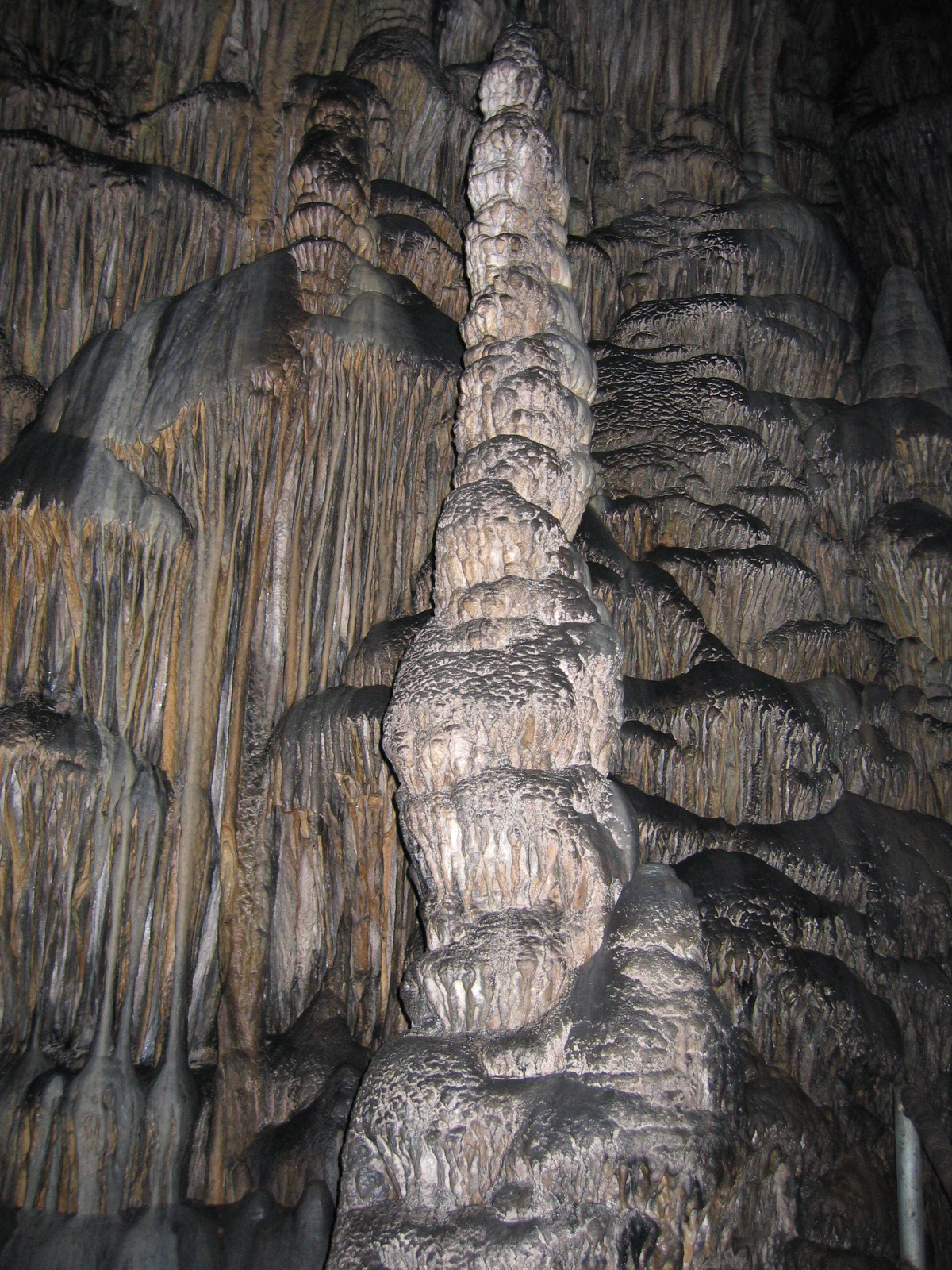
Estalagmites da caverna de Psicro (detalhe)

Se as formas tomadas pelas divindades minoicas permanecem obscuras, graças às escavações, sabemos melhor hoje os lugares sagrados e práticas de culto minoicas. Ao contrário do que pode ser observado no mesmo período no oriente ou no Egito, Creta é caracterizada pela ausência de templos. Enquanto na Suméria e no Egito, o culto era praticado em templos, casa dos deuses e do clero, os minoicos celebravam seus cultos em santuários naturais: grutas, cumes de montanhas e pequenos santuários domésticos; os santuários domésticos, mesmo aqueles encontrados nos palácios, foram muito diferentes daqueles desenvolvidos posteriormente pelos gregos. A elite mercantil minoica presumivelmente sustentou sua autoridade por meio da ideologia de parentesco e/ou relação com as divindades cultuadas.
Os edifícios encontrados no topo dos montes Iouchtas e Petsofá não podem ser considerados templos. Os únicos exemplos de templos independentes conhecidos até o momento são o de Anemospília, em Archánes e talvez o de Gúrnia. As escavações, porém, nos permitem identificar locais de culto, graças à abundância de oferendas (joias, armas, estatuetas) e mobiliário religioso (vasos sagrados, lábris) encontrados. Estes lugares de culto, utilizados do neolítico ao período micênico foram encontrados por toda a ilha. Do neolítico, as cavernas, que serviram também como habitação são usadas para adoração e figuras votivas desse período foram encontradas na Caverna de Trapeza no planalto de Lasíti. Durante o período pré-palaciano, tornaram-se (não todas) cemitérios e durante o período protopalaciano, foram locais de culto da deusa-mãe em altares minoicos, nichos e cavidades ocas. Sabe-se que os peregrinos de Festo passaram pelo sul do Monte Ida à caverna de Camares, onde deixaram vasos contendo oferendas.

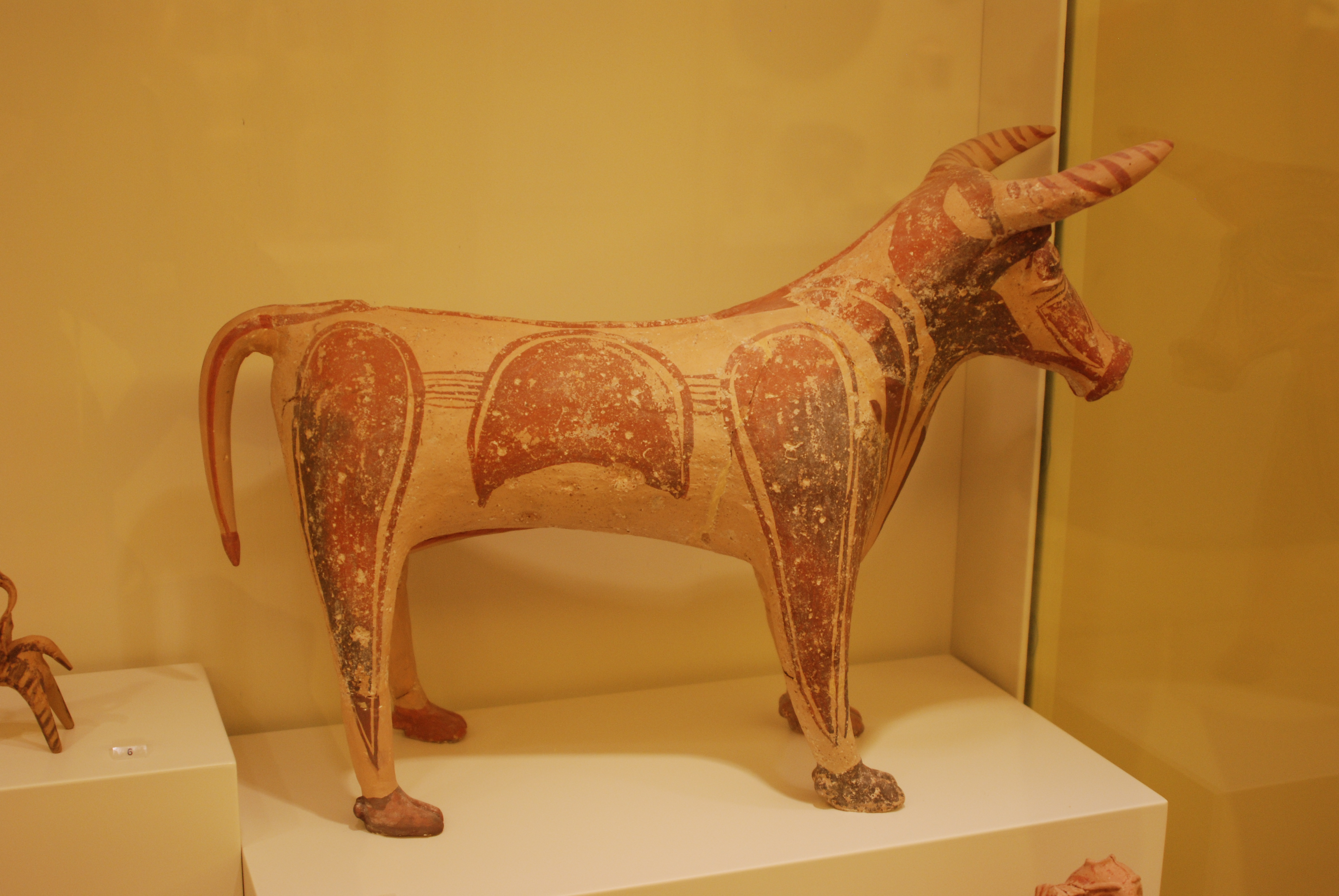
Representação em terracota de um touro

As estalactites e estalagmites parecem ter tido uma influência sobre o culto em algumas cavernas. Isto é particularmente claro na caverna da deusa das entregas, a caverna de Ilítia, a leste de Heraclião, onde uma estalagmite, com outra menor ao seu lado, aparentemente foram interpretadas como imagens da deusa mãe e a criança divina. Construíram um muro em torno do ídolo, e ele foi oferecido por um período muito longo com vasos contendo várias substâncias. Com base na qualidade dos vasos pode-se assumir que a deusa foi uma deusa principalmente adorada pelos pobres. O culto foi mantido até os tempos helênicos, daí a menção da caverna e sua deusa em Homero e outras fontes gregas. A caverna de Psicro foi, provavelmente, a caverna dos Montes Dícti que os gregos acreditavam que a deusa Reia deu à luz Zeus. Mesas para oferendas, estatuetas zoomórficas foram oferecidos no lugar de sacrifícios vivos, assim como ferramentas, armas e machados duplos feitos de bronze.
Spyridon Marinatos descobriu uma caverna sagrada numa colina perto de Arcalochóri. Ela escapou de ser saqueada porque desmoronou na antiguidade. Uma série de machados duplos, machados de ouro votivos e algumas espadas de bronze mostram que a deusa era adorada neste lugar em seu aspecto guerreiro, em contraste com a pacífica caverna de Ilítia.
O culto das cavernas continuou até o final da antiguidade, quando a deusa minoica foi substituída por outras divindades.

### Cumes de montanhas

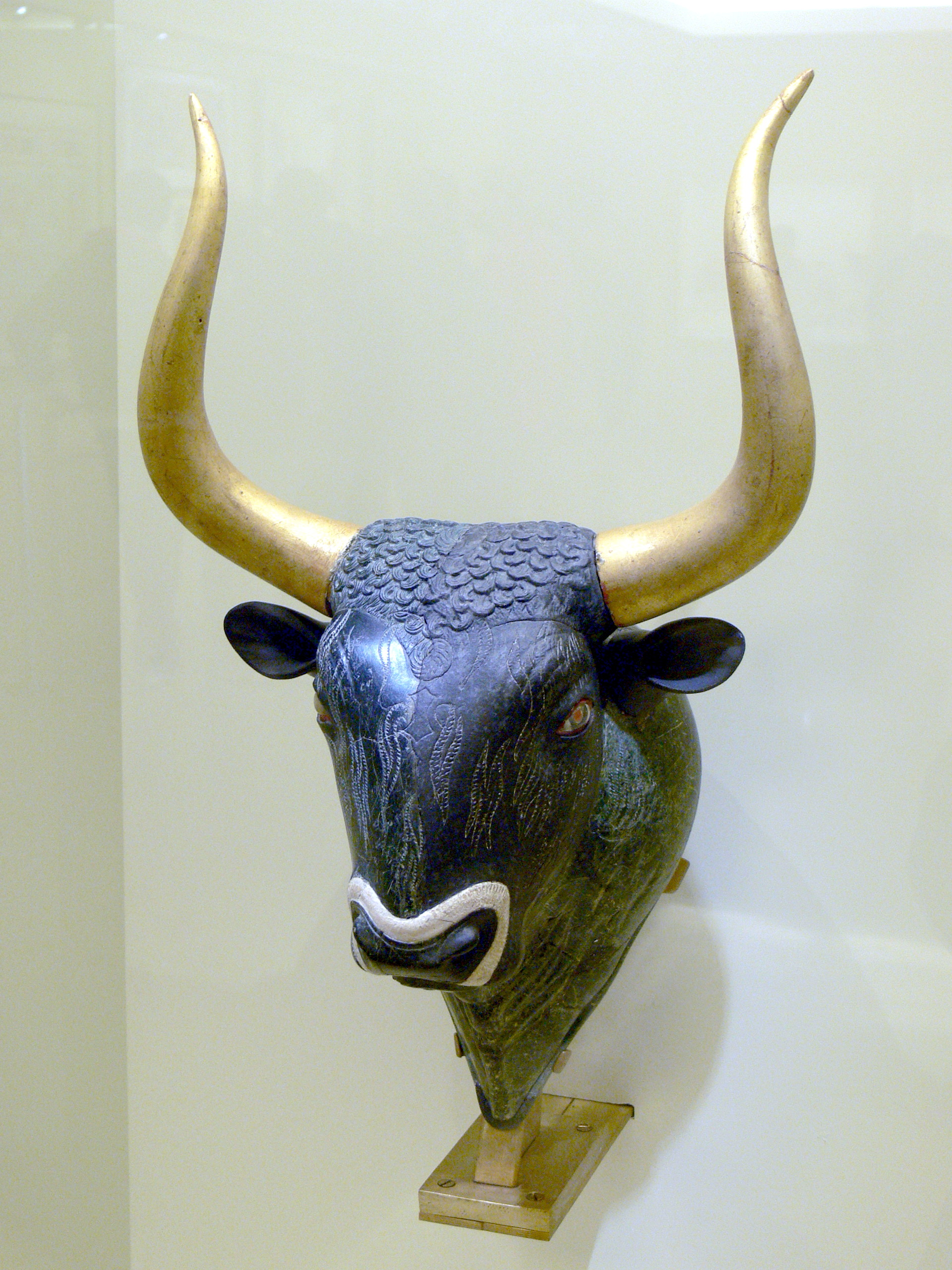
Ritão minoico

Os ritos religiosos também foram celebrados nos santuários dos cumes. Plantas pequenas aparecem nos cultos a partir do Minoano Médio I. Estes locais remotos foram considerados mais propícios para o surgimento da divindade. Eles foram dedicados ao culto da deusa-mãe da montanha ou animais selvagens. Há santuários não apenas nos topos de altas montanhas como Asterúsia, mas também em picos mais acessíveis como Petsofá, Iouchtas, e até mesmo em colinas baixas como a do Profeta Elias em torno de Mália. Eles ergueram pequenos santuários e altares cercados por muralhas. Uma cerca rodeia, por vezes, uma árvore, uma fonte, uma pedra e no topo há terraços sucessivos com muros para conter os fieis que viessem em dias de celebração. Então foram adicionados pedaços pequenos, provavelmente para o armazenamento de objetos de culto. Os adoradores depositavam suas oferendas altares assim como em rachaduras nas cavernas. Era costume, especialmente durante o protopalaciano, na muda para o solstício de verão e inverno, nestes santuários dos cumes, grandes lareiras serem visíveis de longe. Eles jogavam várias oferendas: pequenas figuras representando os adoradores, em atitude de adoração (geralmente com os braços cruzados sobre o peito), ou só algumas partes do corpo, como braços e pernas. Essas partes do corpo foram oferendas deixadas por pessoas doentes ou feridas para obter a cura. Do Minoano Médio, estatuetas de animais domésticos se multiplicaram, sendo os mais comuns os de gado, com tamanhos que variam desde 25 mm a quase um metro de altura.
A maioria destes santuários foi mais tarde convertidos ao cristianismo e hospedaram igrejas e mosteiros seguintes.

### Santuários domésticos

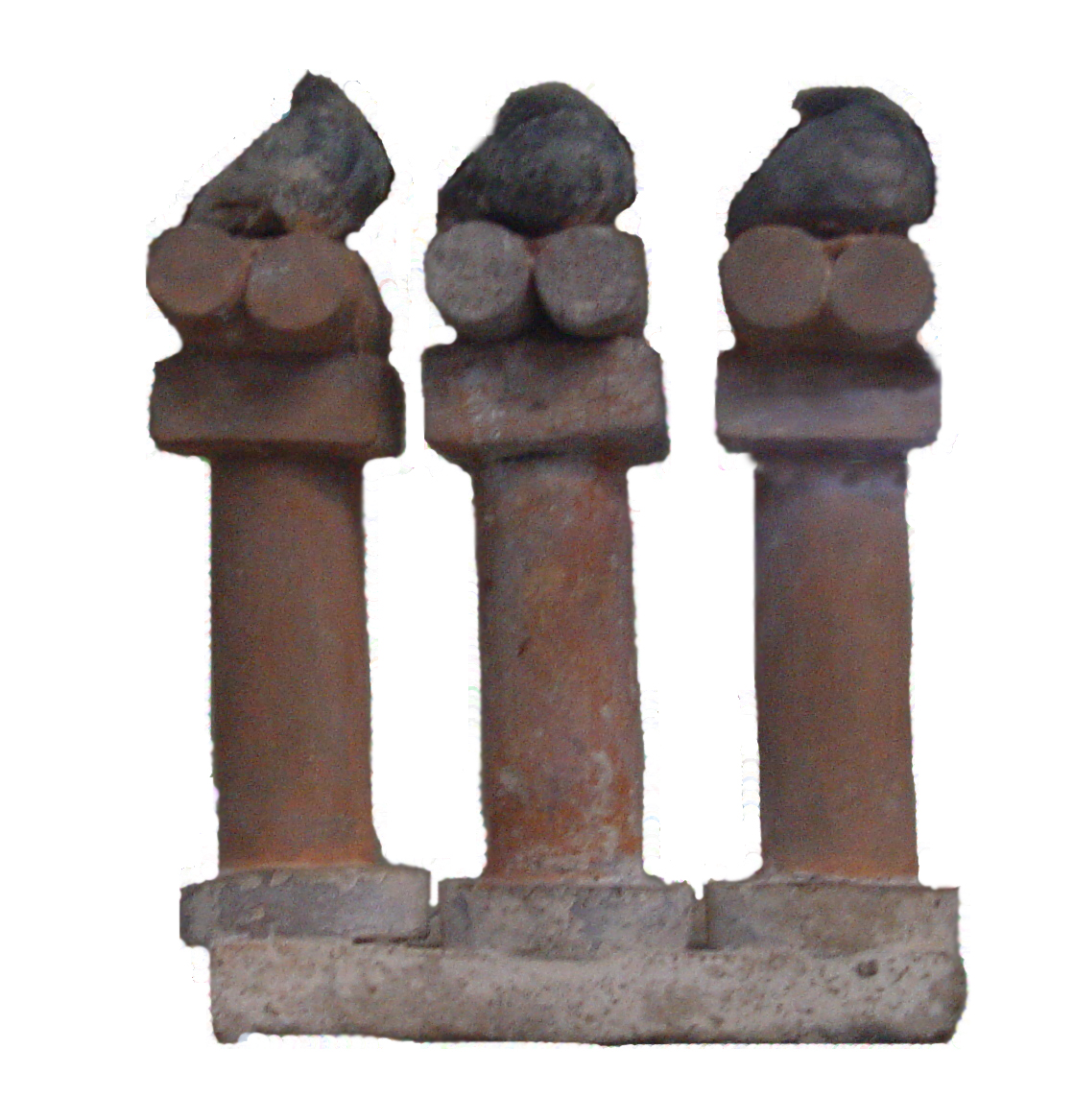
Miniatura em terracota mostrando a santidade das colunas

Espaços de culto da divindade foram encontrados em quase todos os edifícios. Estatuetas neolíticas foram encontradas dentro ou perto dos assentamentos, o que sugere que havia o culto de natureza doméstica. A adoração minoica é considerada um culto doméstico, e para Nilsson, as divindades veneradas em altares domésticos podem ter sido diferentes daquelas veneradas em santuários em cavernas ou cumes. Em alguns santuários encontrados não há duvida do seu caráter religioso: os objetos foram encontrados às vezes por arqueólogos no local; em outros casos, as peças têm revelado inúmeros objetos religiosos em desordem, ninguém podendo saber se essas peças foram usadas para o culto ou se eles têm servido apenas para armazenamento de objetos.
Santuários tripartidos estavam emergindo do período pré-palaciano de Festo, que consistem em três pequenas salas lado a lado, sendo o meio provavelmente maior que os outros. A sala continha no meio uma mesa de argila para oferendas, uma cova de sacrifícios e um banco em que foram colocados os objetos de adoração. Estes santuários estavam em expansão no início do neopalaciano a julgar pelo palácio de Cnossos, onde os vasos de cerâmica mostram sua utilização até a destruição final do palácio em 1450. Em Cnossos, os santuários são compostas por várias salas abertas, a leste, o arranjo tripartido, colunas ornadas com machados duplos e chifres de consagração. Em todas as residências reais uma disposição semelhante foi adotada como santuário e câmara de purificação. Um dos mais famosos santuários de Cnossos é o dos machados duplos, na parte sudoeste do palácio. Datando do Minoano Médio III de Evans, este santuário de 1,5 m², é dividido em três partes, cada uma a uma altura diferente. No terreno, foi encontrado um número de pratos na posição em que haviam ficado. Entre os objetos encontrados pode-se notar tigelas, jarros, potes, e um vaso do MMIII2 representando um polvo. No fundo da sala, há um pódio coberto por pedras, no centro do qual um tripé em forma de altar. De cada lado pode-se ver chifres de consagração de barro cobertos com gesso, planejados para inserir o cabo de machados votivos.

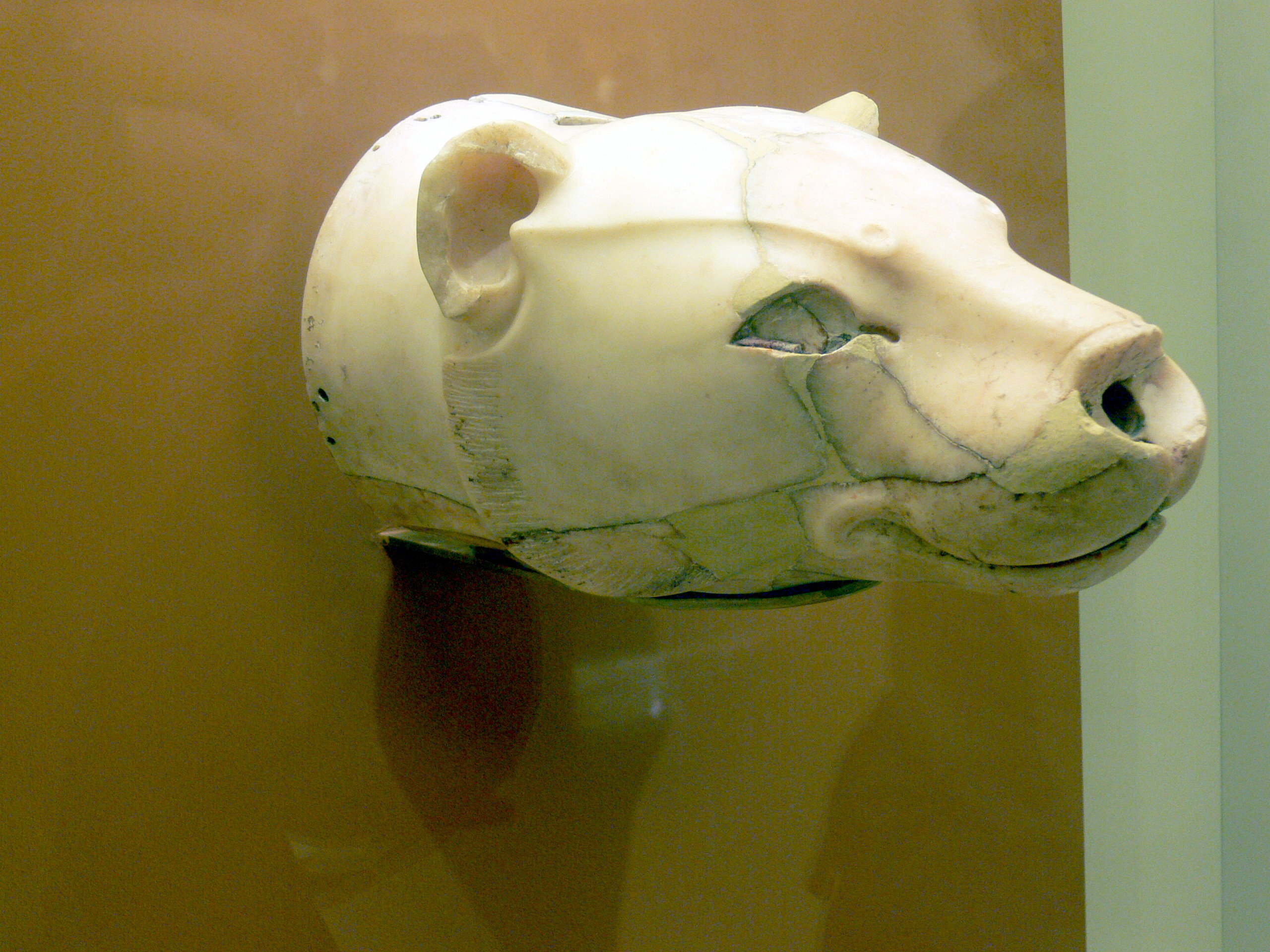
Ritão em alabastro minoico

Um santuário análogo é o de Gúrnia. Este santuário foi provavelmente um dos únicos santuários públicos, embora é provável que tenha se originado de um santuário doméstico. Localiza-se no topo de uma colina, não muito longe da cidade, no final de uma estrada asfaltada de 12 metros de comprimento e 1,50 metros de largura. Paredes definem um pedaço grosso de 4 metros de comprimento e três de largura, construído provavelmente no final do Minoano Recente I. Em Cnossos, a plataforma foi construída ao longo de uma parede do santuário. No centro, uma mesa de três pernas, de forma semelhante a de Cnossos foi encontrada. No chão foram encontrados três objetos de argila e fragmentos de um quarto. Esses vasos, tubulares, têm em cada lado uma fileira vertical de três ou quatro pequenos laços ou alças. Uma dessas cerâmicas é entrelaçada por duas serpentes.

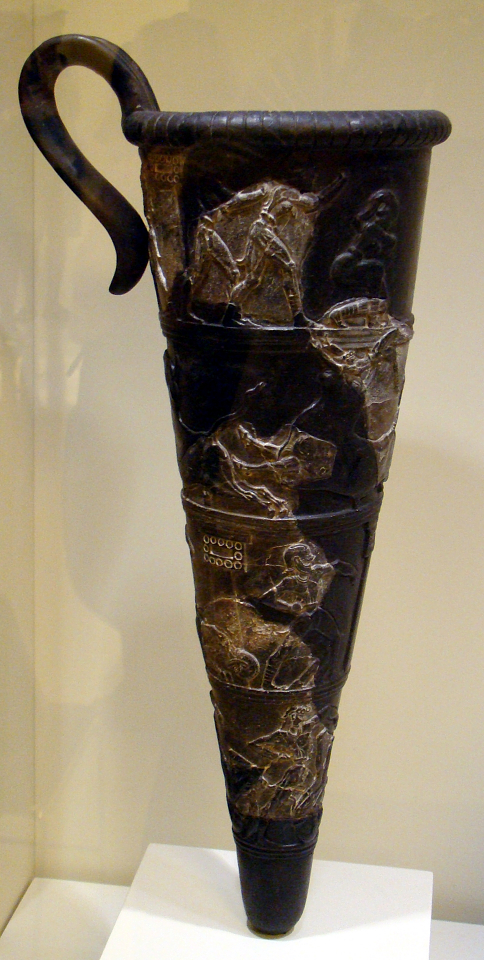
Ritão cônico feito com serpentina

Outras instalações comuns são as criptas pilares. Este espaço escuro, no piso térreo, foi considerado o coração do santuário, habitada pelos patronos do palácio ou da residência. Estas criptas são muitas vezes tão pequenas que o pilar não é necessário para suportar a estrutura, razão pela qual muitos pesquisadores acreditam, incluindo Evans, que o ato de adoração foi dirigido ao pilar. É por essa razão que os pilares na frente deles, muitas vezes têm bacias e canais para onde foram os líquidos.
Acima da cripta, havia salas que continham colunas sagradas. Cenas murais onde vemos machados duplos e nós anexados às colunas sugerem que a coluna, como o pilar, podem ter significado religioso. Em Cnossos foi descoberto um modelo de argila mostrando três colunas em que estão empoleirados pássaros, um sinal certo de aparição divina. Outros exemplos mostram leões e outras criaturas como a Esfinge ou grifos colocados simetricamente ao lado da coluna. O fato de que seções inteiras do palácio foram dedicadas a fins religiosos mostra a santidade dos palácios.
Outro tipo de lugar sagrado é a bacia lustral. É uma pequena sala afundada que pode ser alcançada por uma ou mais escadas. Em algumas destas bacias foram encontrados pequenos vasos de cerâmica que poderiam conter líquidos que seriam usados em rituais de purificação por aspersão ou unção. Em outras, foi descoberto ritões e vasos de pedra, bem como rituais retratando chifres.
No final do período minoano, os santuários encontrados são pequenos e muitas vezes beiravam o lado de um banco onde eram colocados os objetos de culto. Este tipo de santuário foi encontrado em Cnossos, Gúrnia, Gazi e Carfi. O tamanho das estátuas encontradas e a generalidade destes santuários mostram que eles pertenciam a toda a comunidade.

## Objetos de culto

### Estatuetas e ídolos

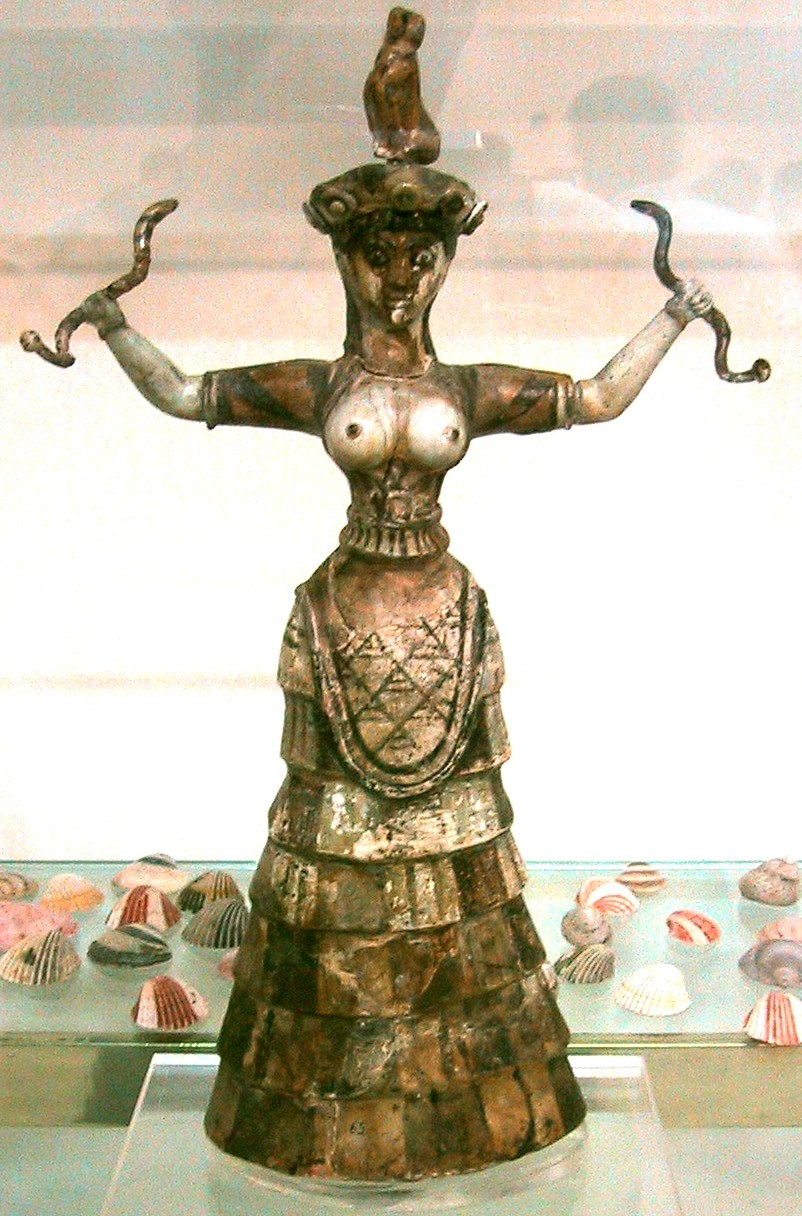
Estátua representando a Deusa-Mãe ou então uma sacerdotisa durante um ritual

Os ídolos aparecem e tornam-se generalizados desde o neolítico. São dessa época as figuras nuas de mulheres obesas (Vénus de Willendorf) ou extremamente magras (Vênus de Dolní Věstonice), as Estatuetas de Vênus. A nudez total, a indicação ocasional das partes sexuais, indica que esses ídolos representam a deusa da fertilidade. Uma estátua de sexo masculino, descoberta nas camadas neolíticas de Cnossos por Arthur Evans, pode representar o Deus Jovem, ou simplesmente um adorador. Estas estátuas são vistas como objetos de adoração porque se assemelham a grandes ídolos das Cíclades próprios objetos de adoração. Às vezes são considerados funcionários ou concubinas do falecido, no entanto, exemplo dessas deusas com uma criança na cabeça, ou sentada em um trono reforça a tese de objetos religiosos. Porque as estatuetas femininas dominam em número, alguns arqueólogos supõem que elas representam a deusa mãe e eram objetos de culto de uma religião matriarcal. As estatuetas neolíticas teriam diversas variações. Segundo Vassilakis, elas poderiam servir à iniciação de meninas por mulheres mais maduras ou figuras femininas importantes na comunidade. Elas foram, talvez, também usadas à magia e exorcismo. Mas em qualquer caso, pode-se supor que todas as estátuas sempre representaram divindades. Além disso, se o número de estátuas reflete o papel das mulheres na comunidade neolítica, isso mostra apenas em qualquer um dos famosos matriarcados o que implica o poder das mulheres. Para Vassilakis, noções de poder e o poder devem ser usados com grande cautela e precaução no estudo das comunidades primitivas.

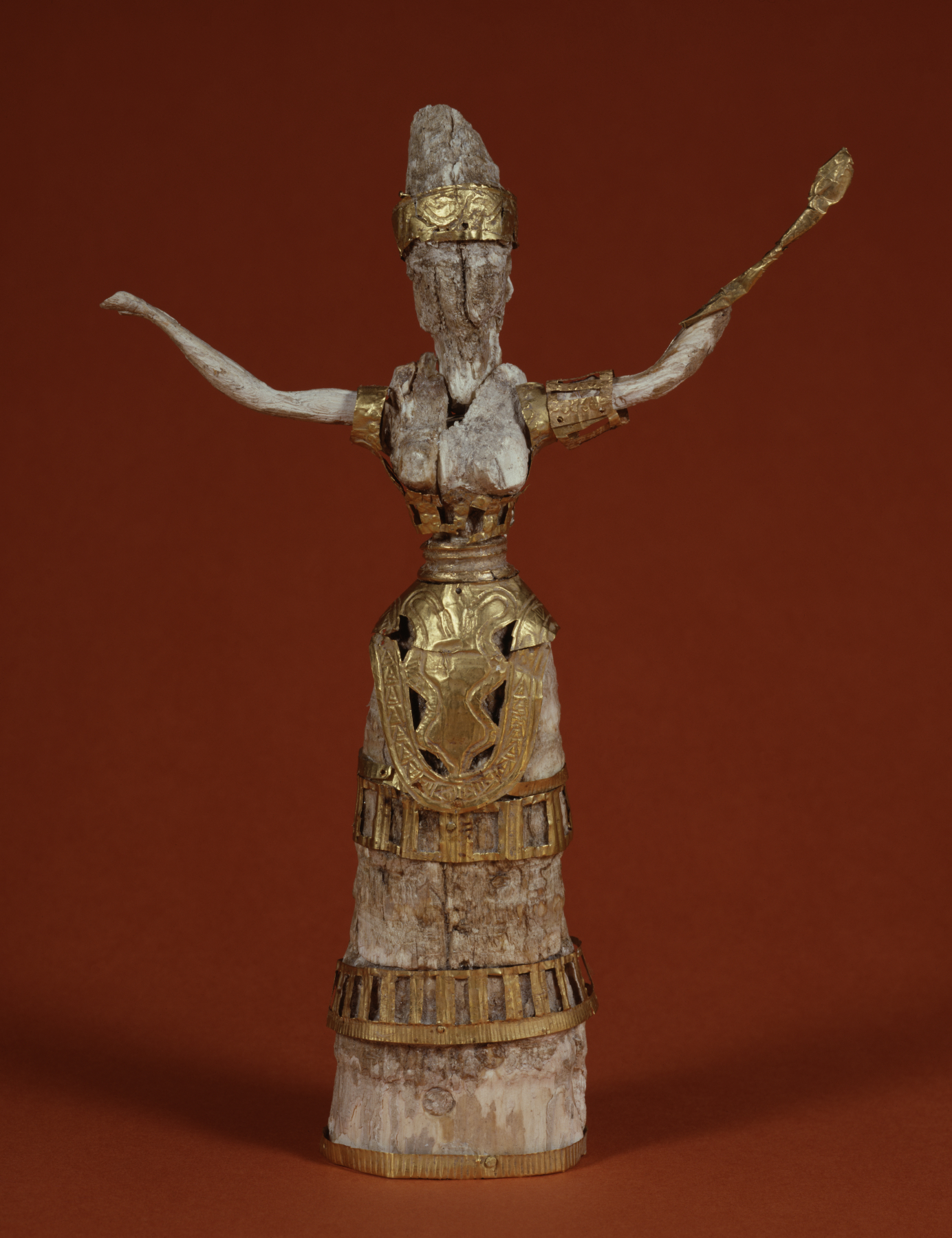
Exemplo de deusa-mãe com os braços levantados

A deusa aparece muito raramente nos período seguintes.. No período protopalaciano, a religião continuou a se concentrar sobre as mulheres. Performances destacando os elementos da fertilidade são menos comuns. A importância é dada à vestimenta ritual, que é a nova tendência na representação feminina. Para Vassilakis estas novas convenções iconográficas podem ser explicadas pela vontade de um equilíbrio simbólico de poder entre os dois sexos.
No inicio do protopalaciano também aparecem estatuetas muito distintas conhecidas como "sino de ovelha". Estas são pequenas estátuas de terracota, em forma de sino com um anel de suspensão, duas projeções em forma de chifres, e fendas para os olhos. Eles são sinos votivos, com modelos de vestes sagrados ou imitações de máscaras usadas por sacerdotes e fiéis. Esta interpretação é baseada em estatuetas pintadas com características distintamente humanas: olhos, nariz e boca.
As divindades eram representadas por pequenas estatuetas. Existem poucas estatuas de grande porte, menos ainda as estátuas cultuais em escala natural. Uma nova tendência aparece no pós-palaciano onde estatuetas de argila grandes são comuns. Deusas dos santuários do pós-palaciano ainda têm cabeças coroadas com emblemas: aves, chifres de papoula, e discos. Às vezes serpentes ergueram-se da cabeça acima do diadema. Em Gúrnia estatuetas foram descobertas com cobras enroladas no braço, e um pedaço do braço segurando uma espada entrelaçada com uma cobra. Uma estátua de Gortina mantém serpentes em suas mãos, enquanto um pássaro está empoleirado em seu ombro. Isso tenderia a mostrar como improvável a ideia de duas deusas distintas.

### Altares e mesas de libações

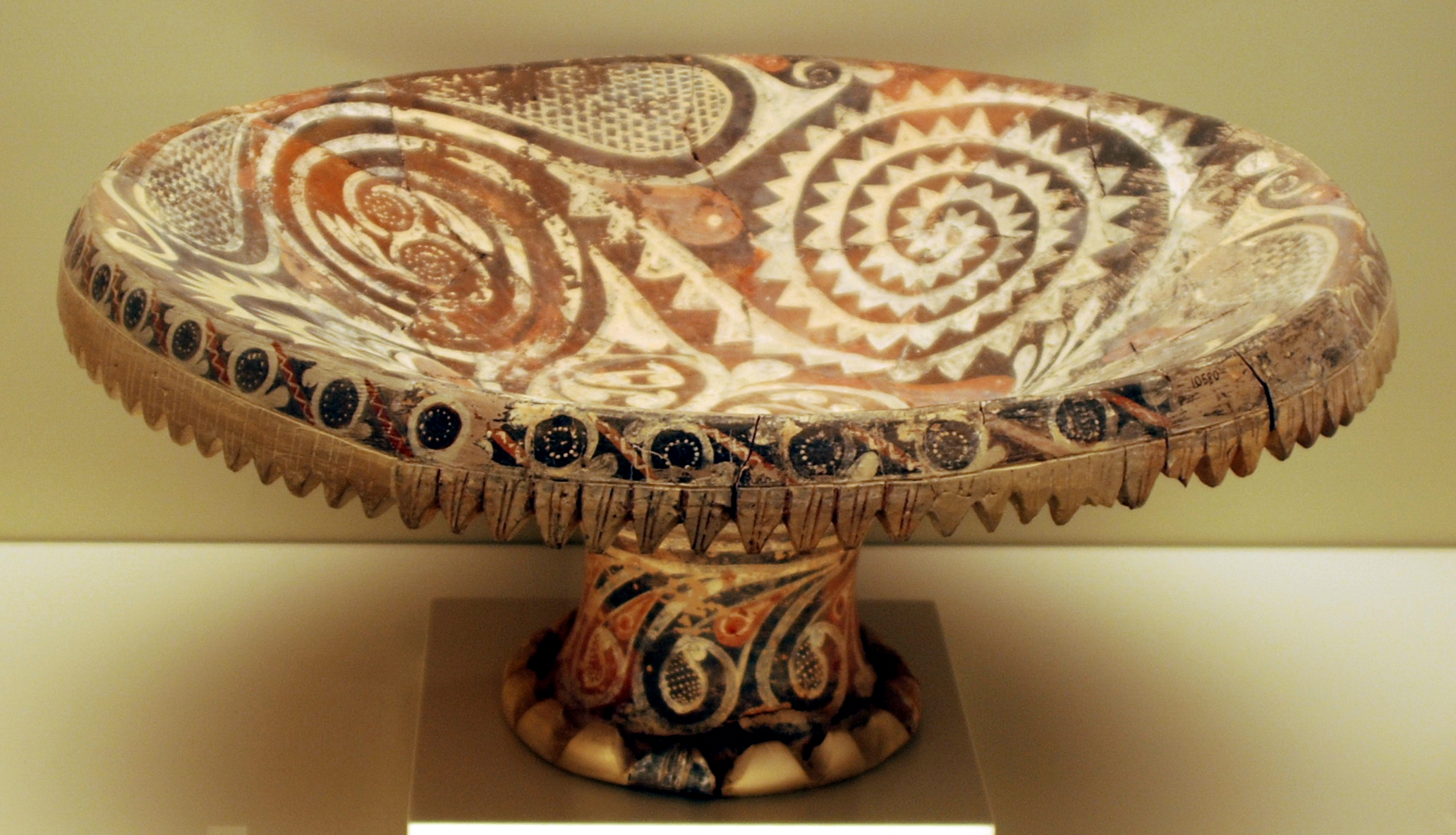
"Prato" usado para oferenda de frutas, protopalaciano (Festo)

Os altares são parte importante do equipamento ritual tendo eles uma grande variedade de formas. Eles poderiam ser retangulares, construídos de pedra cortada ou em graus. Altares fixos, feitos de blocos de pedra e vigas foram descobertos em muitos lugares. Além disso, esses altares foram identificados com certeza, porque eles têm revelado a presença de cinzas e ossos carbonizados. No geral, onde quer que haja um edifício quadrado com superfície plana e sem que nada seja sobreposto em cima, é possível pensar que estamos lidando com um altar. Evans identificou quatro altares no palácio de Cnossos. Dois altares foram identificados em Festo, o primeiro no noroeste do palácio, onde se pode ver uma base retangular feita de pedras, um segundo no canto noroeste do pátio central do palácio. Desta forma, dois blocos de pedra foram empilhados para formar um cubo de mais de um metro de altura.

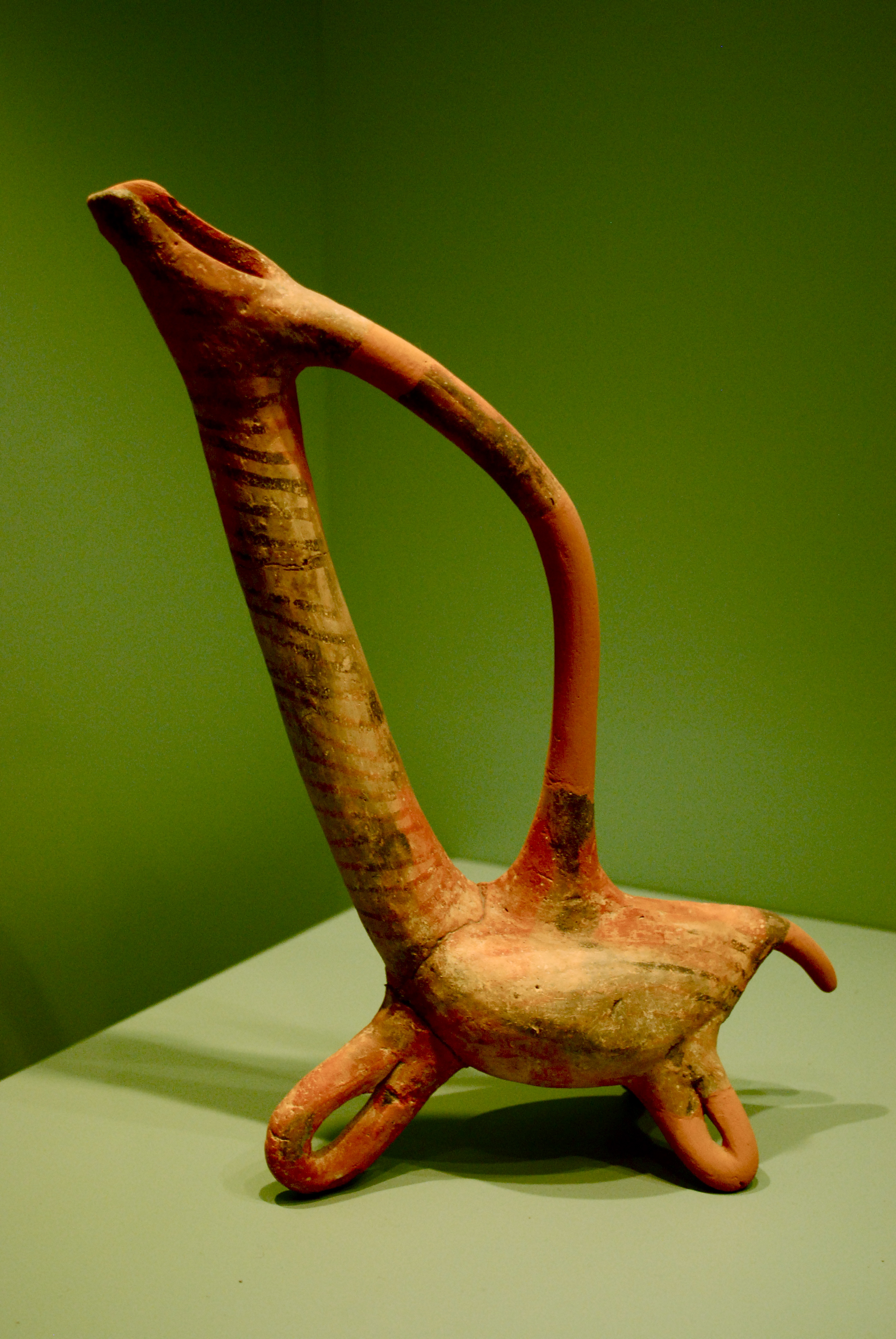
Ritão em forma de pássaro, Minoano Antigo (Cumasa)

Estes altares foram usados provavelmente, às vezes adornados com chifres e cofragens sagrados, para sacrificar vítimas, e depositar oferendas e queimar os animais sacrificados. Altares menores, ligeiramente côncavos, provavelmente eram usados para oferendas líquidas. Eles foram pairados por chifres duplos e ramos sagrados, e foram principalmente usados para oferendas não sangrentas. As oferendas eram tabelas de placas de pedra, de tamanho pequeno, com uma superfície superior plana ou com cavidade circular ou quadrada. Esta cavidade foi, provavelmente, usada para coletar líquidos para vasos de libações. Há também "fruteiras" de cerâmica para oferendas de frutas.

### Cerno e ritão

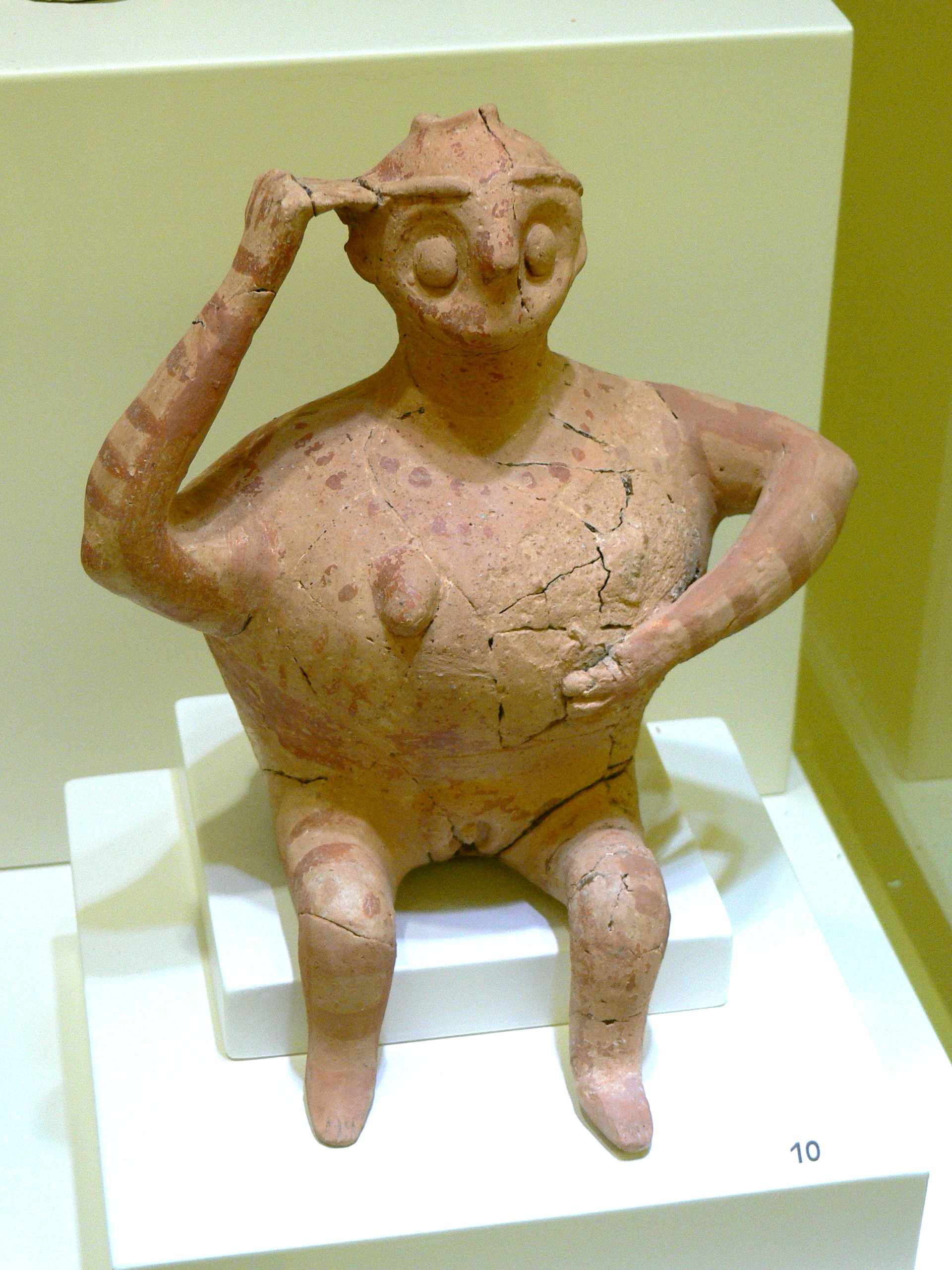
Ritão em forma de mulher grávida, pós-palaciano

Nos ritos minoicos, há muitas vezes um determinado tipo de recipiente, cerno, nome dados aos vasos análogos usados no culto de Deméter, na época clássica. Foram encontrados nos túmulos minoicos antigos, a variedade conhecida como "saleiro", simples cerno retangulares de pedra ou argila formados pela união de dois ou três copos ou vasos em uma base comum. O cerno foi provavelmente usado para oferendas de panspermia: apresentação de pequenas quantidades de todas as espécies de sementes e produtos agrícolas. Arthur Evans descobriu os primeiros exemplares de cerno que datam do início do minoano antigo II, no entanto, os exemplares mais antigos datam dos primeiros tempos do minoano antigo e foram encontrados em Pírgos. Entre as primeiras amostras foi encontrado um cerno com uma haste queimada para baixo formando a base da cerâmica. Duas seções estão ligadas a haste por suas bordas, estando a haste um pouco acima dos dois copos. Outra amostra (três copos maiores conectados na parte superior do pé menor) está menos queimada do que a primeira, tendo diferido também em relação a forma. Apesar de diferentes formas, dois destes cernos do tipo búcaro têm padrões geométricos incisos. Quarenta e quatro copos cônicos, aparentemente retirados todo o seu suporte inicial foram encontrados em Russólacos e foram identificados como aparentemente cerno do Minoano Recente III. No fim do período micênico, esses objetos assumem uma forma diferente. Foi encontrado em uma tumba, um anel de 19 cm de diâmetro, em que foram colocados seis vasos com gargalo estreito. Além disso, três figuras grosseiras foram colocadas entre os recipientes. Ainda hoje em Creta, em alguns mosteiros, objeto semelhante a um cerno, combinando castiçais e frascos para receber óleo, trigo e vinho, pode ser encontrado.

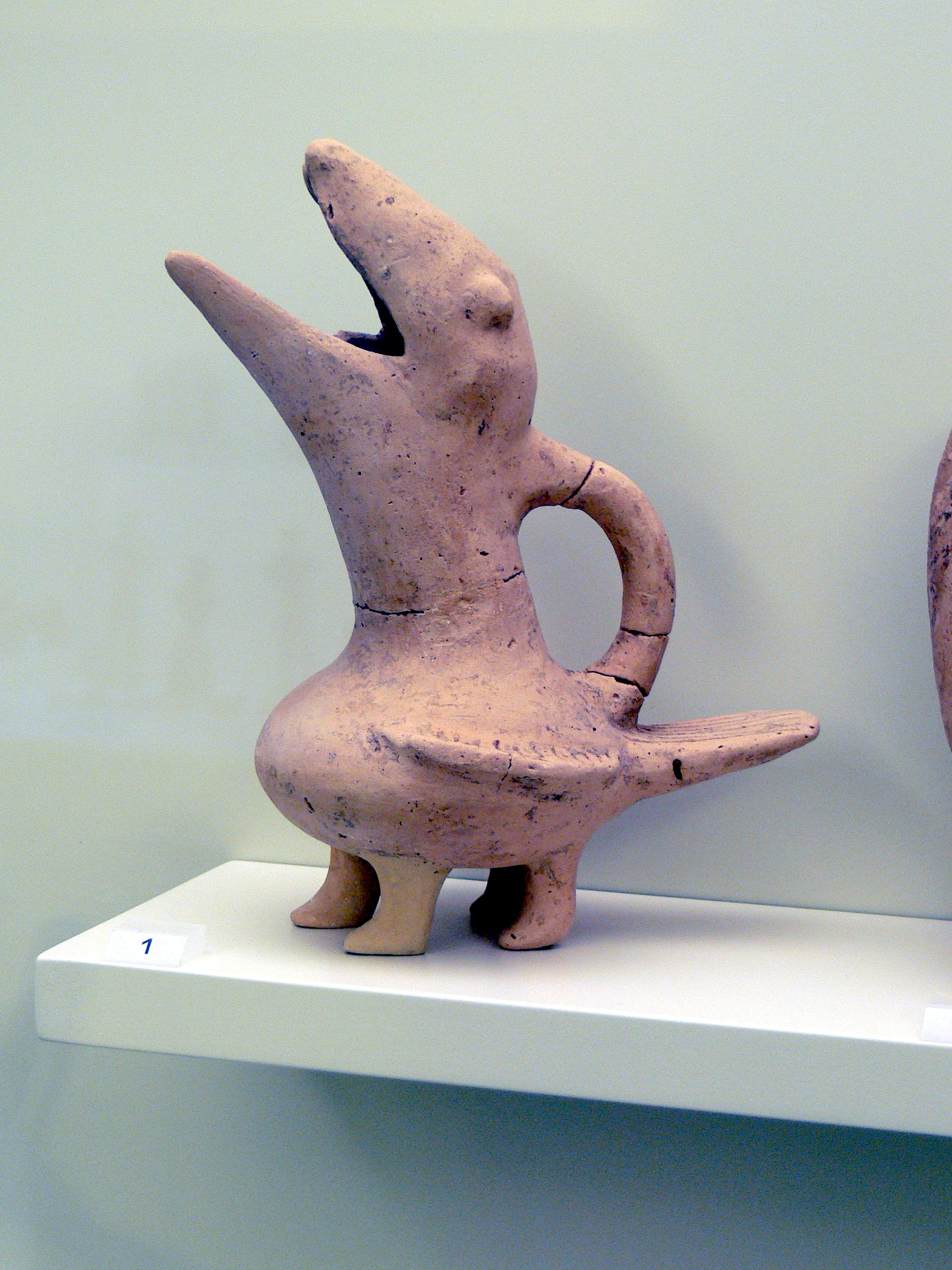
Ritão em forma de pássaro, pré-palaciano

Os ritões, palavra derivada do grego rheo (fluxo), são vasos cheios não apenas de um bocal através do qual eles eram cheios, mas também eram providos de uma abertura na base para drenagem. De forma impraticável, a riqueza e finura de fabricação mostra que eram objetos principalmente de adoração. Os ritões podiam ter forma humana ou animal. Eles apareceram no Minoano Antigo III, ou Minoano Médio I e voltam a aparecer no Minoano Recente. Entre os exemplos mais antigos encontrados incluem o pássaro de Cumasa, touros com homens agarrados em seus chifres, o vaso pomba de Cnossos. Mais raros são os ritões pré-palacianos encontrados em Móchlos e Mália em forma de bustos femininos com buracos no peito destinados a oferendas de leite. Enquanto ritões em forma de touros podem ter sido usados para libações com sangue de touro sacrificado, modelos mais simples, tais como cópias cônicas e ovais em pedra ou cerâmica, também foram identificados. ritões em forma de cabeça humana aparecem no Minoano Médio II e tornam-se comuns no Minoano Recente.
Na era dos túmulos palacianos, de alabastro, ou vasos de cerâmica ou pedra, baixos e muito amplos, sendo preenchidos por uma abertura circular estreita, foram encontrados em Cnossos. Em santuário minoicos do Minoano Recente, foram encontrados vasos tubulares, sem fundo; provavelmente colocados acima de um pequeno buraco no chão, eles costumavam receber libações.

## Práticas de culto

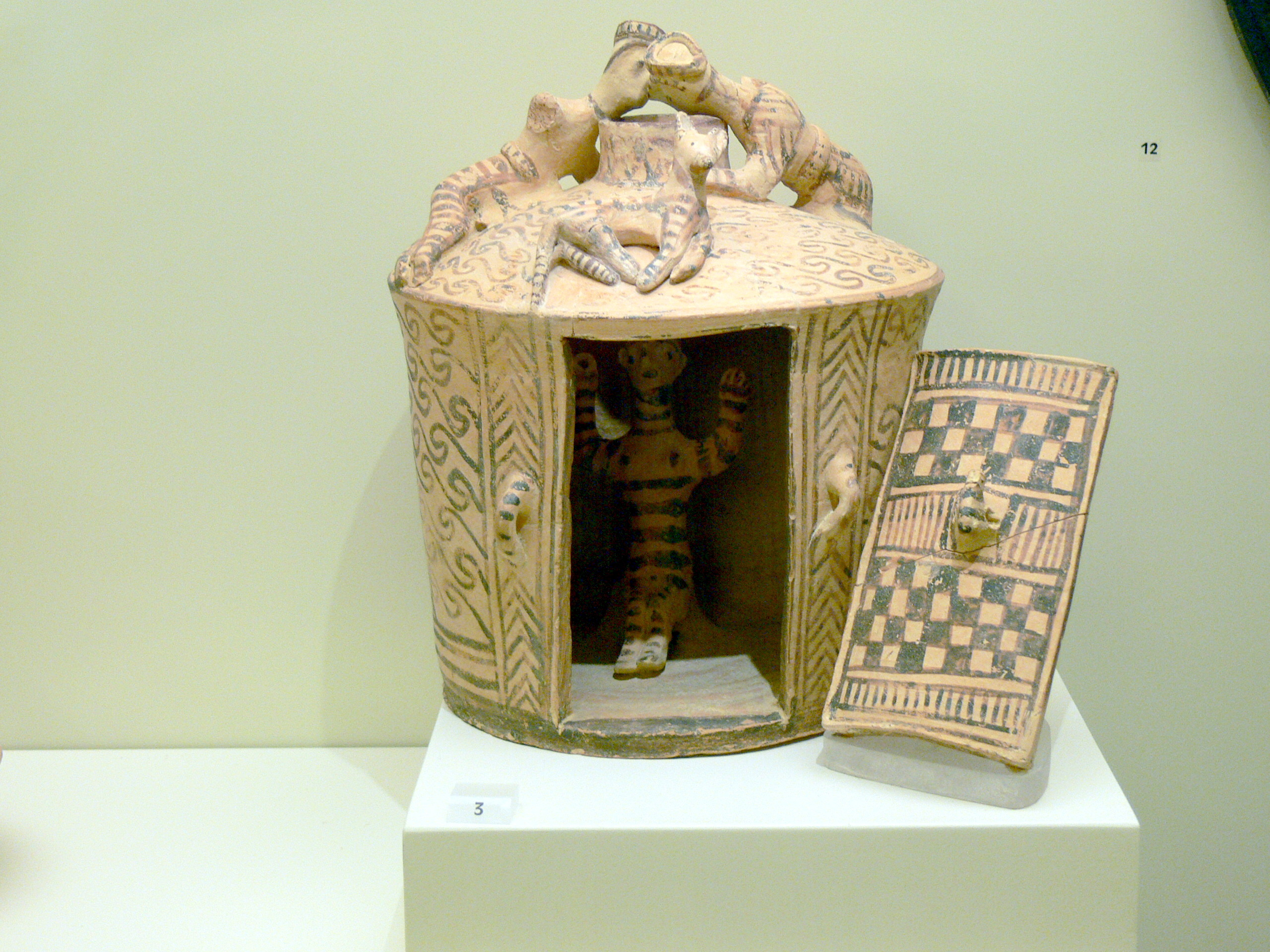
Modelo em argila de um templo circular minoico

A oferenda de comida e bebida à divindade é o ato principal do culto. Em tabuinhas em Linear B de Cnossos são mencionadas oferendas de mel à deusa do parto Ilítia e outras divindades. O mel é, talvez, para apaziguar a dor do parto. Em um fragmento de um vaso de pedra de Cnossos, vemos um jovem chegar ao cume de uma montanha. Ele colocou uma cesta de frutas no santuário. Além de mel e frutas, outra oferenda era o vinho.
Sacrifícios de sangue, durante o qual eles sacrificavam animais, tiveram lugar. Sobre o sarcófago de Hagia Triada, pode-ser ver um touro deitado em uma mesa de madeira. Ele já está morto e o sangue está fluindo de sua garganta, antes de ser recolhido em um balde. O sacrifício é acompanhado por música de flauta. Então, uma mulher o carrega no ombro e o leva a uma sacerdotisa que recebe os vasos e os esvazia em uma tigela larga entre machados-duplos. Supõe-se que os fieis bebiam o sangue dos animais sacrificados coletado nos baldes.

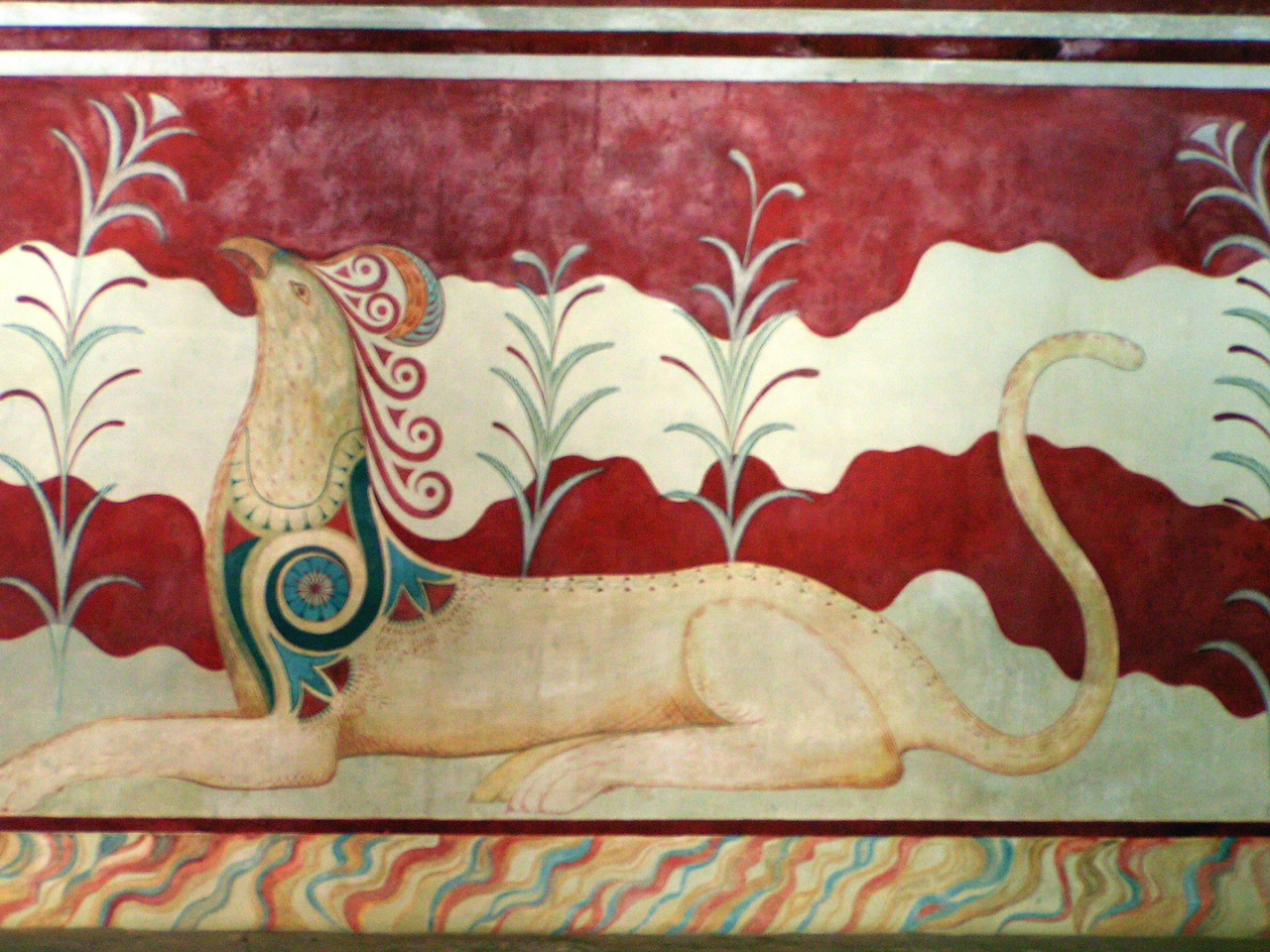
Um dos dois grifos que ladeiam o trono de Cnossos

Poderia haver confusão entre o objeto real e sua representação. Em vez de um animal real os fieis poderiam fornecer uma cópia em argila ou bronze. Isso explicaria a quantidade de modelos animais encontrados nos santuários minoicos ao ar livre. Esse tipo de oferenda ocorreu principalmente nos santuários campestres. Os fieis minoicos dirigiam suas orações de diferentes formas. O portador de oferendas votivas chega ao santuário da divindade, não se curva nem se ajoelha. Ele pressiona o punho contra a testa, talvez para se proteger contra o brilho da aparência divina. Há outros atos no culto: os braços são levantados ou esticados, cruzados sobre o peito, estendidos ou dobrados.
A dança era certamente outra manifestação do culto. Em Festo, um friso do período protopalaciano mostra uma deusa segurando flores entre bailarinos. Uma cena similar aparece em uma bacia, também de Festo. Em Camilári, um grupo de quatro figuras em barro, dançando em círculo segurando seus ombros, foi encontrado. A presença de chifres enfatiza o caráter sacro. Estas cenas de danças também são visíveis em anéis, selos e impressões de selos. O anel de ouro de Isopata, mulheres com seus seis nus, talvez sacerdotisas, executam passos de dança em honra a divindade que aparece.

### Sacrifícios humanos

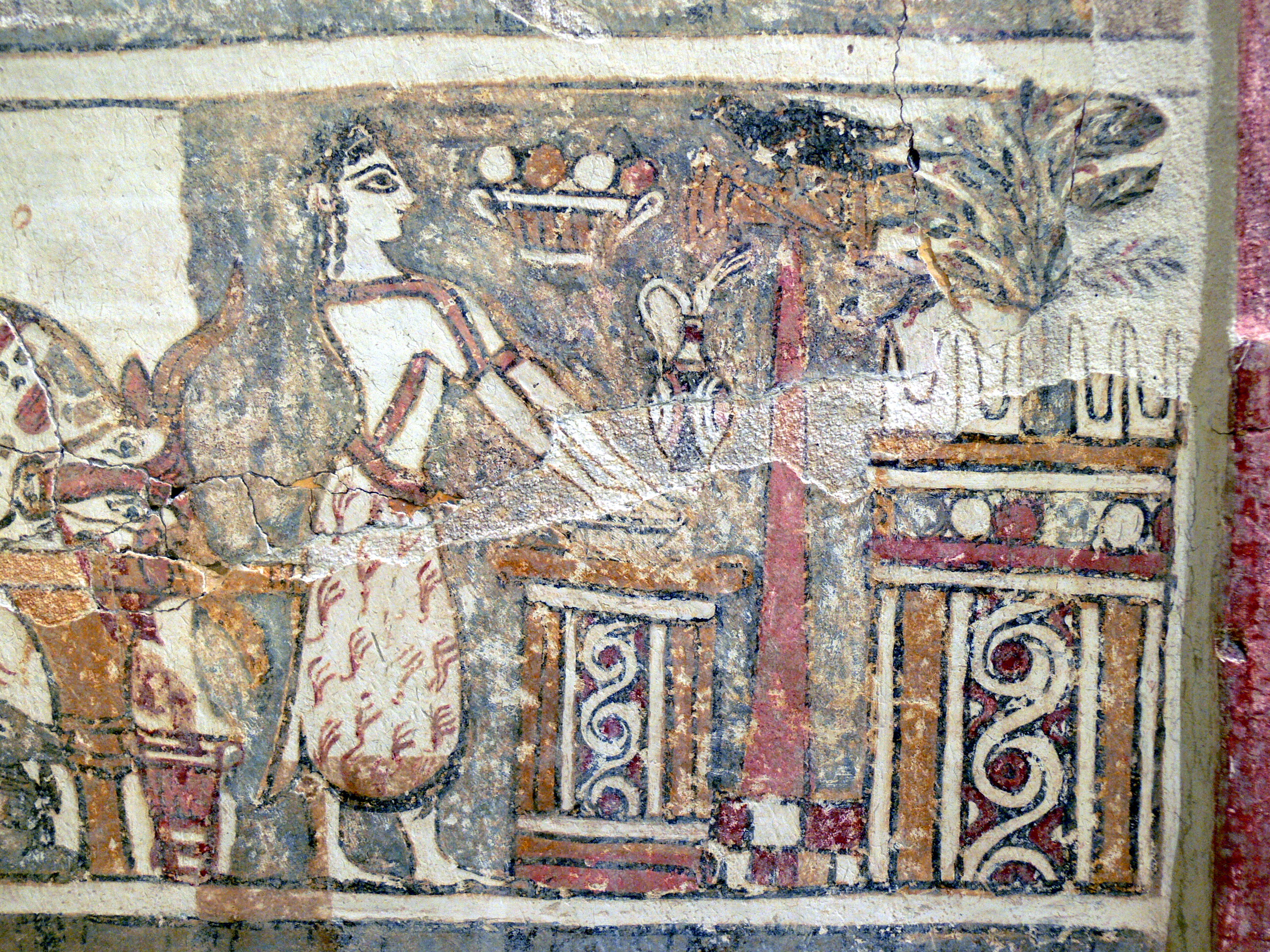
Detalhe do sarcófago de Hagia Triada

No templo de Anemospília, destruído por um terremoto, foram encontrados quatro corpos. Supostamente um destes corpos, situado sob um altar com uma lança entre os ossos, é de um ser humano sacrificado. No entanto, alguns estudiosos, entre eles Nanno Marinatos, argumentam que este local não foi um templo e que as provas para o sacrifício "estão longe de serem conclusivas". Dennis Hughes concorda e argumenta que a plataforma onde o homem estava não era necessariamente um altar, e a lâmina era provavelmente uma ponta de lança que pode não ter sido colocada no jovem, mas poderia ter caído de prateleiras ou um andar superior durante o terremoto. Na "Casa do Norte" em Cnossos corpos de quatro possíveis crianças foram encontrados mutilados. Estudiosos como Nicolaos Platon têm relutância em acreditar em tal barbárie e supõem que os restos possam ser de macacos. Dennis Hughes e Rodney Castleden argumentam que estes ossos foram depositados como um "enterro secundário".

### Sacerdotes e sacerdotisas

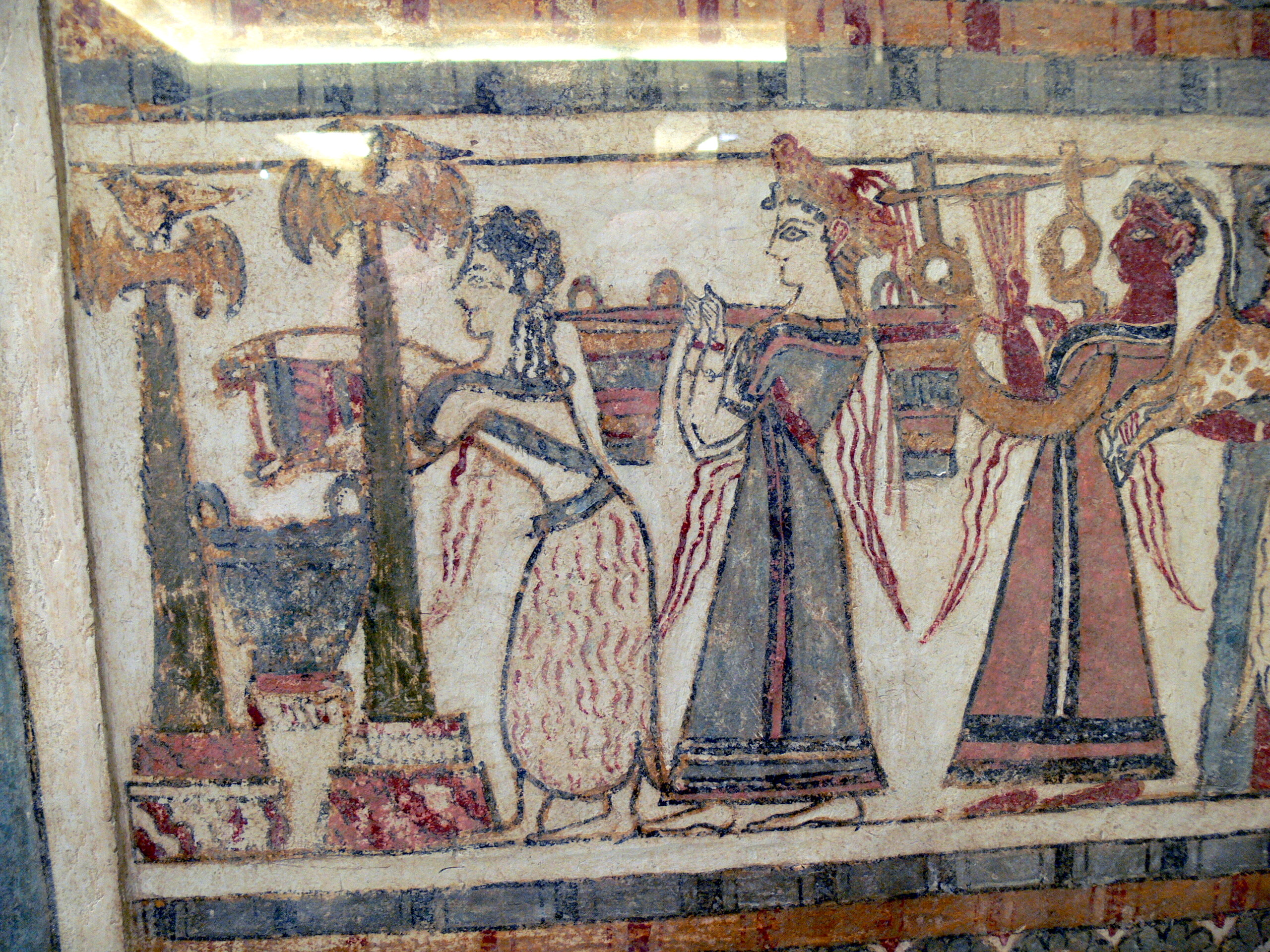
Detalhe do sarcófago de Hagia Triada

Sacerdotes e sacerdotisas agiam como intermediários entre o crente e a divindade. Eles se distinguem pela sua roupa. Nas representações de cenas de culto, podemos ver determinados tipos de trajes que podem ser considerados vestimentas de culto. No sarcófago de Hagia Triada, os sacerdotes e sacerdotisas são cobertos com peles de animais. O sacerdote oficiante no sacrifício, a sacerdotisa em frente ao santuário, o sacerdote derramando libações em uma jarra e três homens que traziam oferendas estão vestidos com uma roupa partida no comprimento e mantida por um cinto. Ela cai à direita, sem dobras, e a parte inferior da peça do vestuário é arredondada, quase semicircular, mas na parte de trás da roupa é possível ver uma espécie de apêndice, fazendo uma pequena cauda. A superfície da peça é equipada com linhas onduladas vermelhas ou pretas. Os homens têm a parte superior do corpo nua, enquanto as mulheres usam um corpete decorado com faixas largas abertas. A figura a direita da cena, considerado como um deus ou um herói morto em seu túmulo tem o mesmo estilo de roupa, mas em um corte diferente. Abrange também parte superior do corpo e braços, tornando-a invisível, e uma larga faixa bordada decora a frente do vestido. Este lugar é considerado como feito de pele de animais. A pele pode ser vista como um elo entre o sacerdote e o animal. Na roupa dos primeiros cretenses, a pele dos animais foi mantida no culto por causa do conservadorismo religioso.

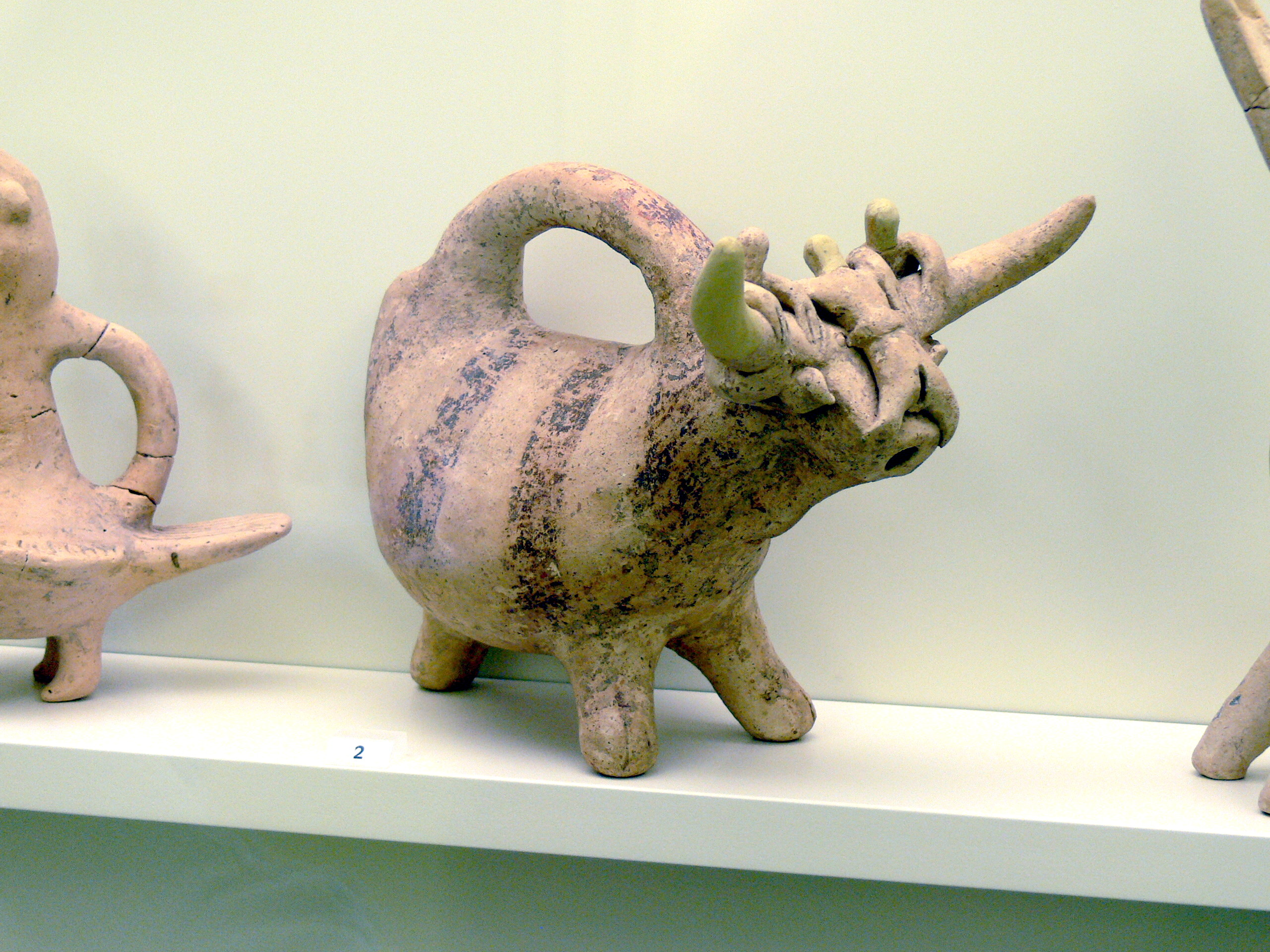
Ritão em forma de touro

Esse tipo de ação foi reconhecida em selos encontrados em locais diferentes. Se há, por vezes, algumas diferenças de estilo, a forma curva da parte inferior do vestuário, a "cauda" pontiaguda indica que é do mesmo costume. Outro tipo de vestido é visível no sarcófago de Hagia Triada. O tocador de lira e a mulher portando vasos de oferendas usam um tipo diferente de vestido. Este vestido cobre todo o corpo e cai em linha reta sem dobrar. Aparentemente usado por homens e mulheres, é uma banda larga sobre os ombros e em todo lado do corpo de cima dos braços. A cor destes vestidos varia. Os sacerdotes e músicos portando longos vestidos femininos pertencem a uma categoria. Esta prática tem sugerido a presença de eunucos nos palácios de Creta. Em um período posterior, na Ásia Menor foi encontrada uma classe similar de sacerdotes-eunucos servindo a Átis e Cibele.
Um fragmento de estuque de Cnossos mostra a face e parte superior de dois personagens, cada envolvido no que parece ser um vestido branco com uma banda larga a partir dos ombros. Nos selos pode-se encontrar roupas semelhantes, mas com listas horizontais e oblíquas. A origem oriental destes vestidos parece fora de dúvida. Arthur Evans dá-lhes uma origem sírio-anatólia, enquanto Pierre Demargne olha à Síria.

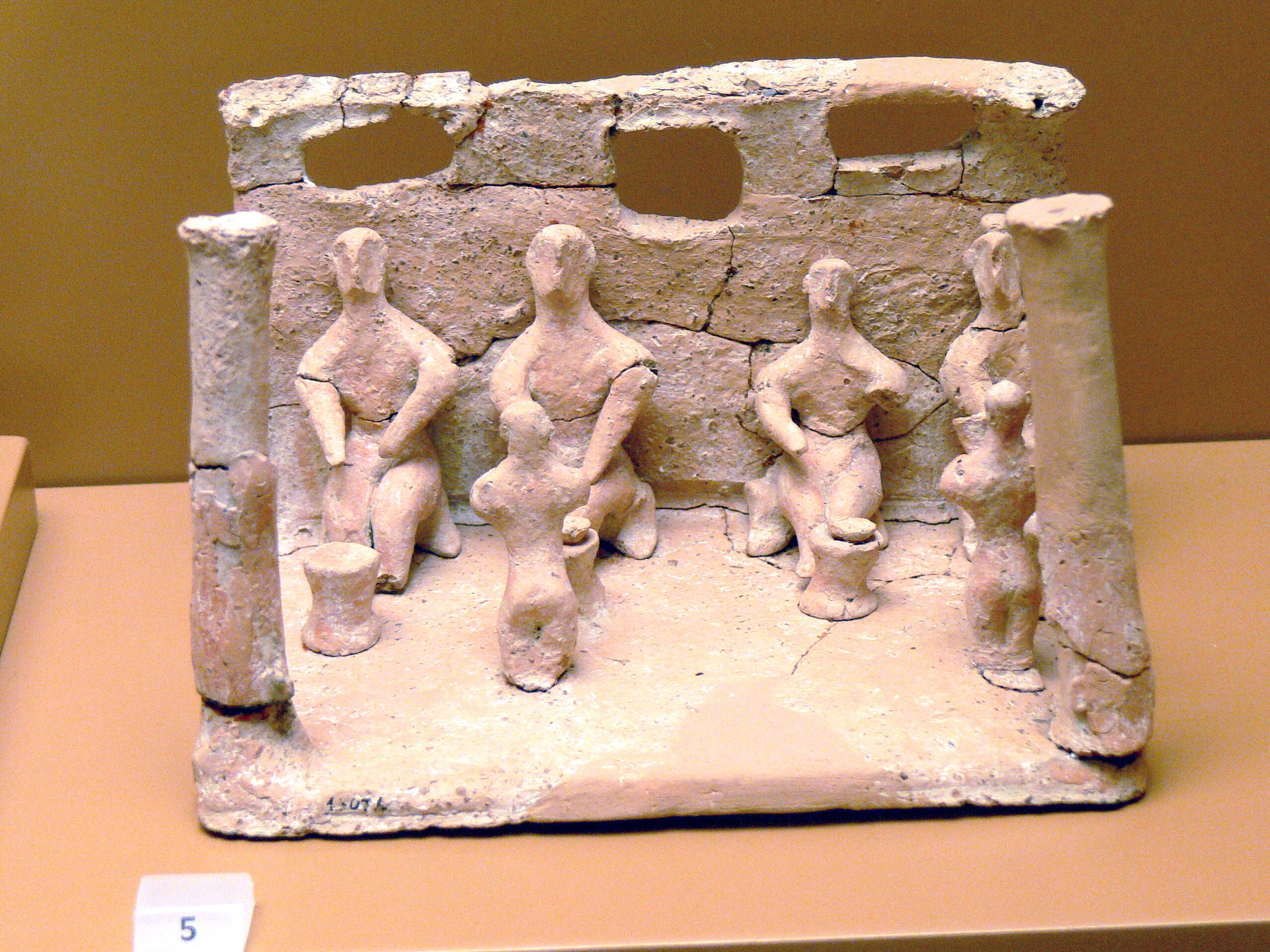
Cena de oferendas, neopalaciano (Festo)

Outras prerrogativas dos sacerdotes foram o canto e a oração. Durante as cerimônias ao ar livre, sacerdotes, aparentemente usaram uma concha, o tritão, para amplificar suas vozes. Em um selo dos Montes Dícti, vemos uma sacerdotisa diante de um altar adornado com chifres e decorado com ramos, usando um tritão na boca. O exorcismo também fez parte das funções do sacerdote. A reputação de exorcismo dos sacerdotes cretenses contra doenças e outros males foram para o Egito. Em um papiro egípcio do XIV a.C. foi preservado um exorcismo terapêutico minoico.

## Culto dos mortos
A crença na vida após a morte dos minoicos aparece tão cedo quanto os períodos neolítico e pré-palaciano. Acima de tudo, a inumação foi a forma mais popular de sepultamento, e a cremação não parece ter sido um meio popular de enterro na idade do bronze cretense. Pouco se sabe sobre rituais mortuários, ou as etapas pelas quais passou o defunto antes do enterro final, no entanto, foi indicado que brindar durante rituais foi um importante rito mortuário, em decorrência da grande incidência de copos encontrados em alguns túmulos.

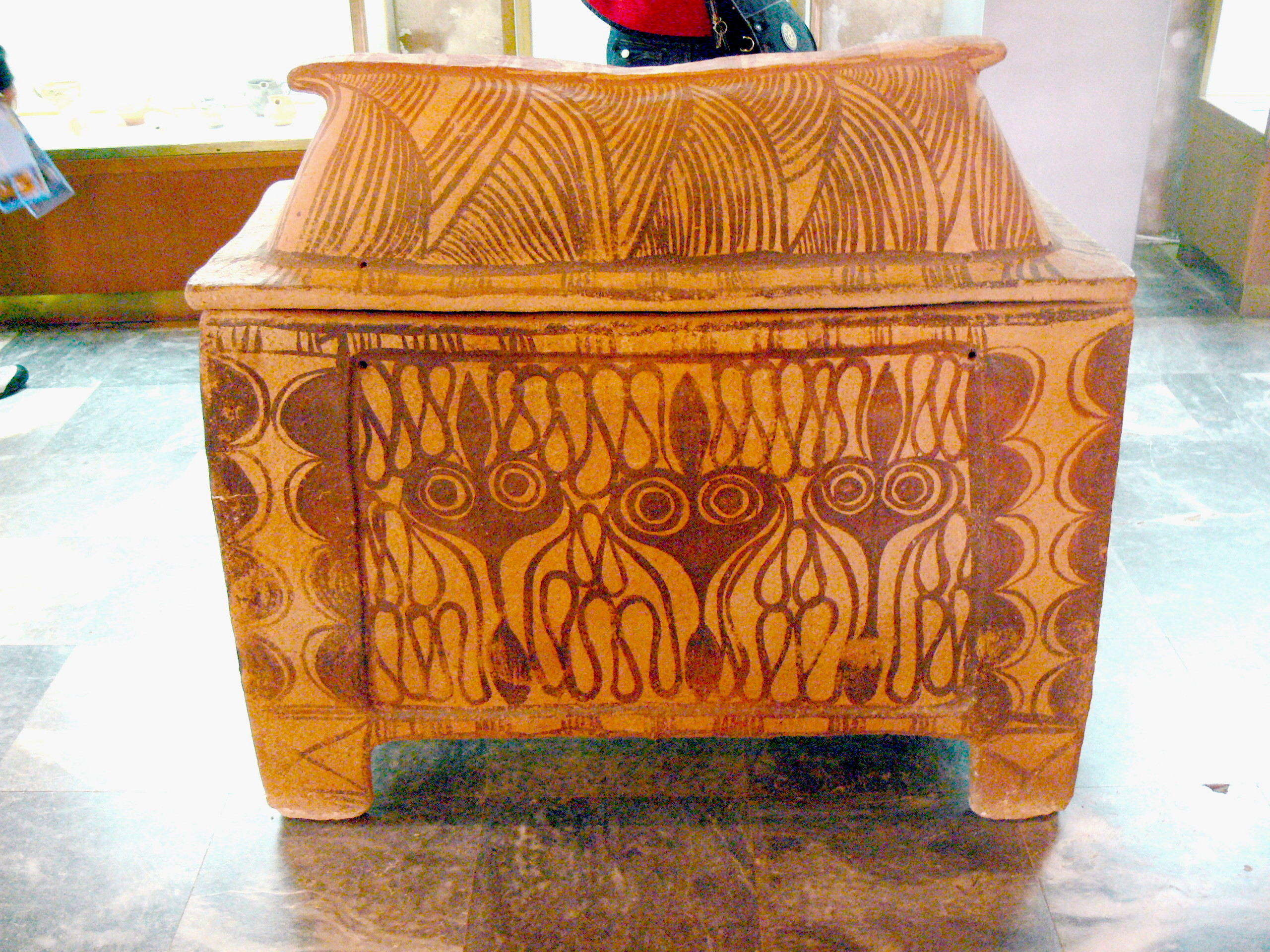
Lárnaque de Arméni, pós-palaciano

Inicialmente havia uma tendência pela construção de grandes túmulos abobados (tolos), assim como a construção de criptas em rochas maciças. No entanto, com o tempo, houve uma tendência por enterros singulares em pitos (grandes vasos de armazenamento) e em recipiente de madeira semelhantes a sarcófagos. Esses sarcófagos eram ricamente decorados com motivos e cenas semelhantes a aqueles dos anteriores afrescos e da tradição de pintura de vasos.
Junto aos mortos foram depositados ao lado deles, não só recipientes contendo alimentos, mas também ferramentas de uso diário: lâminas de barbear de obsidiana, machados de pedra, moinhos, martelos, e, posteriormente, armas de bronze, selos e joias. Desde o início do período pré-palaciano, foram adicionados objetos rituais: cerno de argila, vasos zoomórficos, e estátuas da deusa. A presença de estátuas pode ser explicada pela crença de que o morto, em sua nova casa, não só tinha que ter seus equipamentos da vida cotidiana, mas tinha que ter ídolos para adorar também. Pode ser detectados nos túmulos do minoano antigo vestígios de fogueiras muito intensas, o que sugere que as fogueiras fizeram parte dos ritos funerários. Elas serviram ao que parece, para os mortos após a decomposição do corpo.

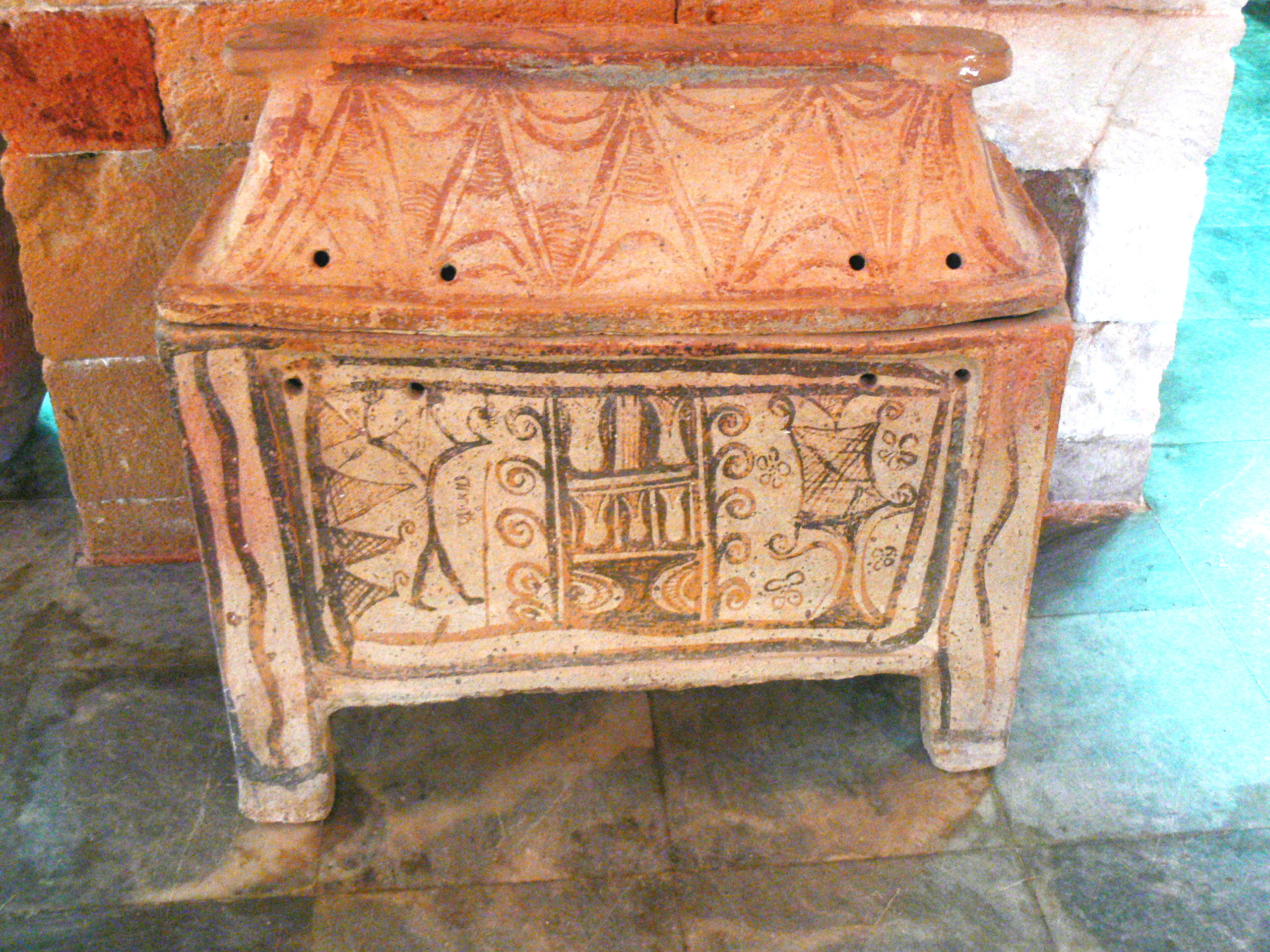
Lárnaque de Arméni, pós-palaciano

A clara evidência de um culto dos mortos aparece no final do período neopalaciano. Oferendas são colocadas em lugares especiais fora das sepulturas. Estas oferendas provavelmente não são colocadas apenas no dia do funeral, provavelmente havendo a colocação em dias específicos. Outras oferendas típicas além dos cerno são vasos de libações revestidos. Estas oferendas significam que os mortos continuavam com as necessidades dos vivos. Pequenas cabanas de pedra foram construídas ao lado dos túmulos e continham jarras de pedra ou argila que datam de bem depois dos túmulos em si. Um objeto de argila encontrado em Camilári perto de Festo prova que desde o início do período neopalaciano era costume fazer aos mortos honras divinas. É um edifício retangular em miniatura representando uma casa ou um santuário, a fachada é enquadrada por dois pilares e contêm um grupo de quatro pessoas. Eles se sentam em bancos separados, antes das mesas de oferendas, enquanto que adoradores portadores de copos penetram no santuário. Dois destes copos já estão colocados nas mesas. Os mortos em questão provavelmente foram transformados em heróis ou deuses.

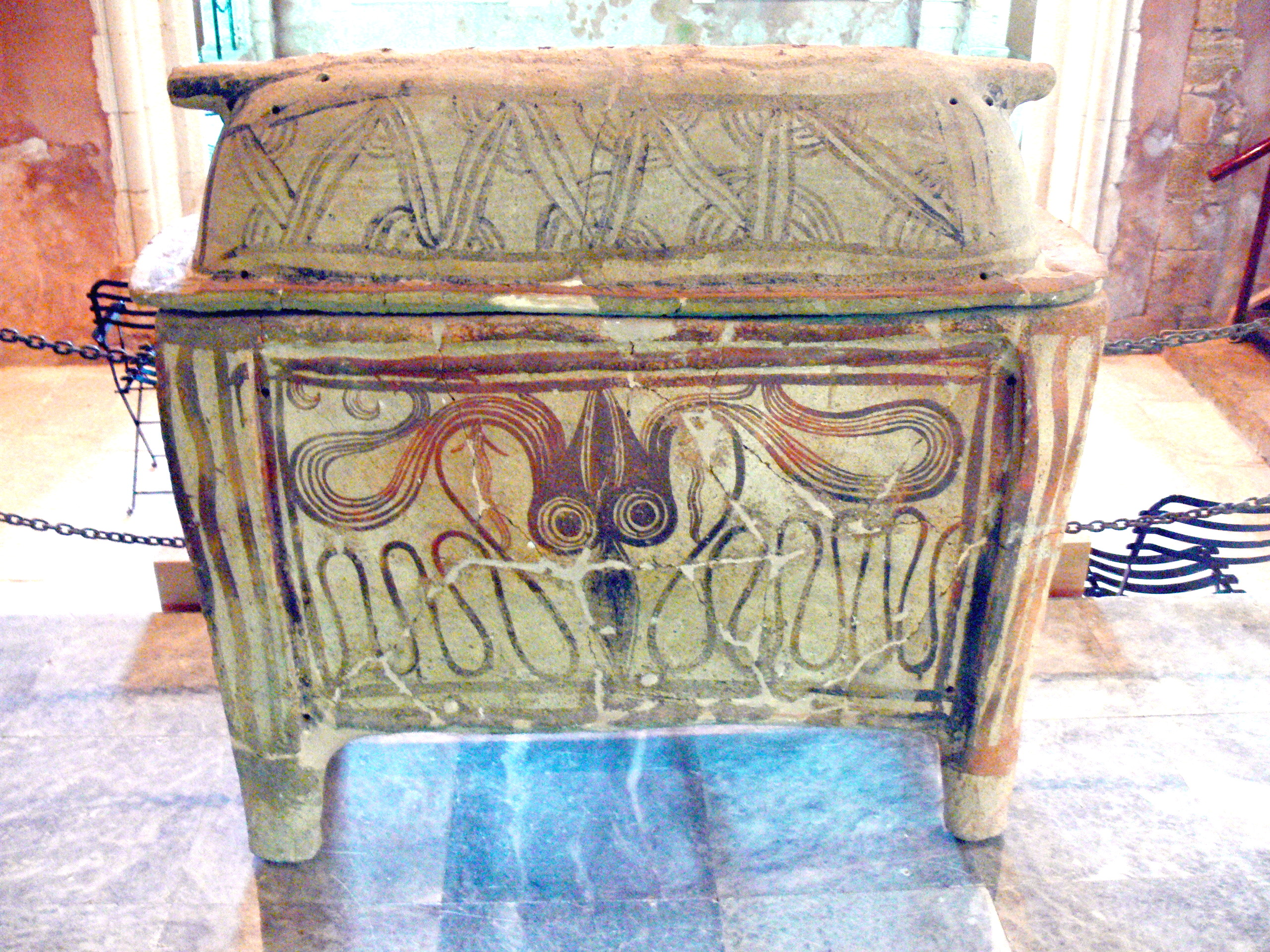
Lárnaque de Arméni, pós-palaciano

Foram encontrados em tumbas do neopalaciano mesas para oferendas, altares, alabastros e vários objetos religiosos. Nos túmulos, incensários tiveram papel prático, além de seu papel ritual: a fumaça do incenso queimado e resinas aromáticas foram usados para mascarar odores de enterros anteriores. De acordo com Evans, vasos contendo carbono, como incensários, serviram para "aquecer os mortos". Algumas das sepulturas cavadas nas rochas têm o teto pintado de azul, provavelmente uma representação da abóbada celeste. A mesma cor aparece sobre materiais funerários. Os sarcófagos de madeira foram pintados de azul às vezes. No entanto, nos sepulcros deste período, poucas estatuetas são encontradas, ao contrário daqueles da Grécia continental.
Alguns temas religiosos que aparecem nos sarcófagos confirmam a ligação entre o mundo dos deuses e dos mortos. Machados duplos, chifres de consagração e grifos em um sarcófago de Russólacos, cabeças de touros sobre um lárnaque de Episcópi, perto de Ierápetra, personagem sacerdotal em um vestido longo com listras diagonais em Vatianós Campos. Sobre lárnaque de Milatos, uma figura com cabelos ao vento está descendo do céu para beber em uma ânfora grande; a cena deve se referir a uma libação. Sabemos que o personagem representado é o espírito de um morto ou a representação de uma divindade.

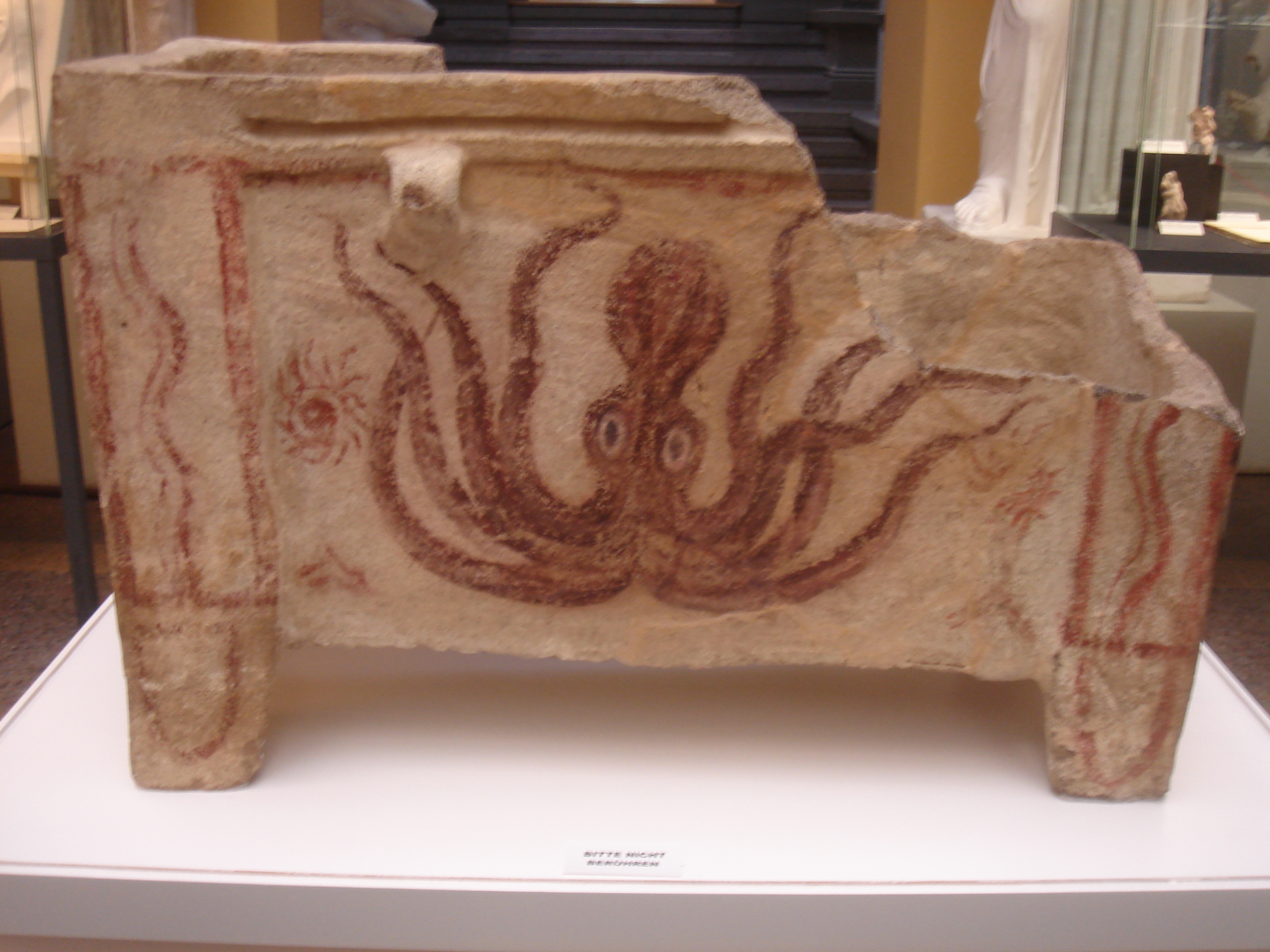
Lárnaque em estilo marinho

O grau de honrarias parece corresponder ao posto ocupado pelos mortos durante sua vida. Os personagens reais, considerados divinos durante a vida, receberam honrarias divinas após a morte. Isto é ilustrado no Sarcófago de Hagia Triada. Pode ser visto no sarcófago dois tipos de rituais, um dirigido à divindade, o outro ao morto. É evidenciado que existe uma estreita relação entre os dois. A cerimônia para os mortos é uma procissão. Os homens que participam estão usando pele abaixo da cintura, e trazem animais, talvez bezerros, a um personagem que está por trás de um altar e de um ramo sagrado. Por trás desta figura pode-se ver o que parece ser um santuário. O personagem a que a procissão se dirige está completamente vestido com peles de animais e está em um nível mais baixo do que os outros, dando a impressão de que ele está saindo do interior da terra. Portanto, pode ser uma representação do jovem deus da vegetação que seria identificado como o morto contido no lárnaque. Outra interpretação é que o falecido foi colocado na posição vertical à cerimônia fúnebre. Além disso, neste caso, a presença de aves não simboliza a presença da divindade como é o caso normalmente, mas sim a presença da alma do morto.

### Elísios e a ilha dos bem-aventurados

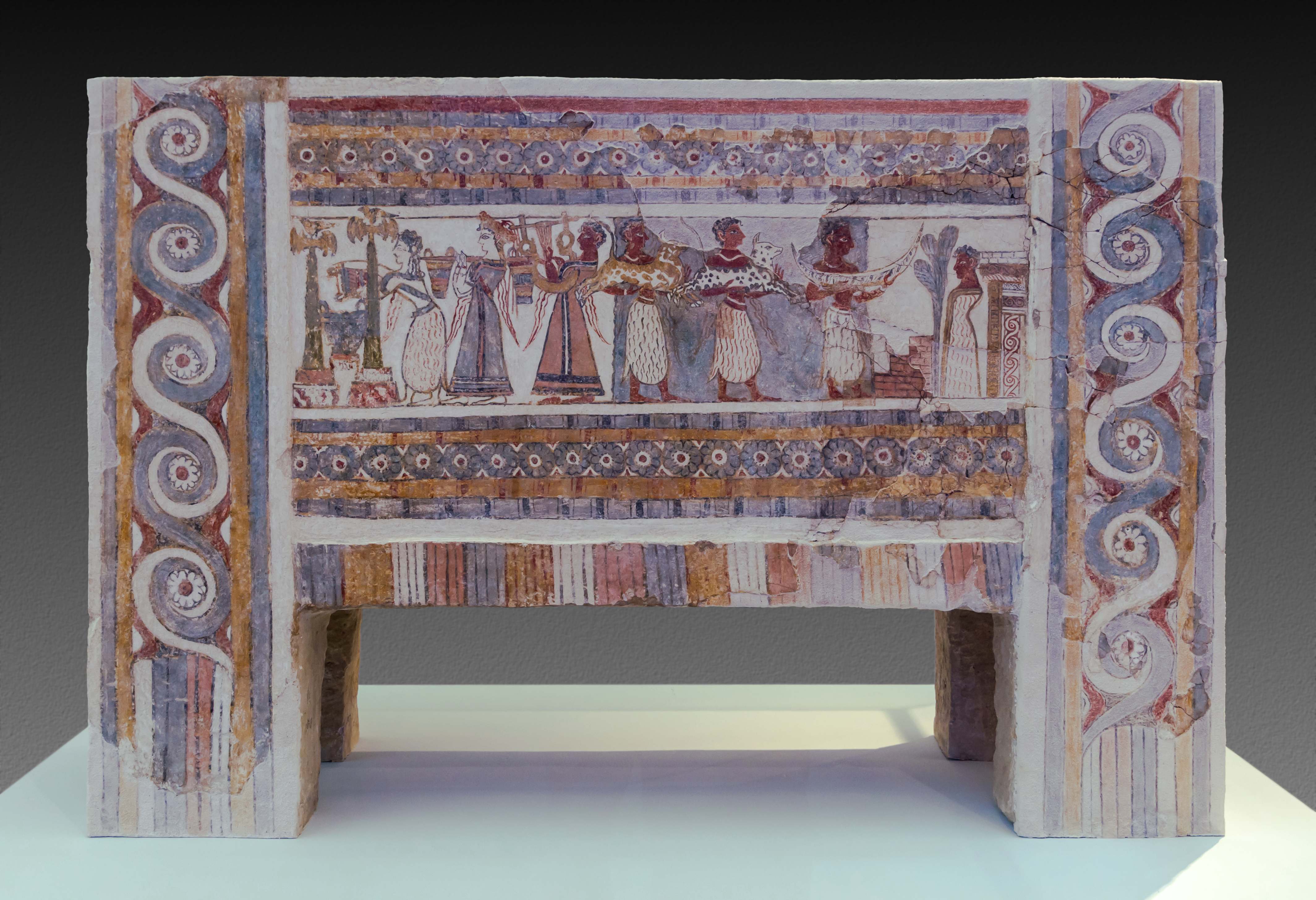
Sarcófago de Hagia Triada

Um membro da procissão do sarcófago de Hagia Triada trás consigo um modelo de navio, que pode ser visto como um sinal de influência egípcia. No Egito, barcos reais foram depositados nos túmulos dos reis e modelos reduzidos nos dos simples mortais, uma vez que acreditavam que os mortos necessitavam à sua viagem para o além. Ao que tudo indica, os minoicos compartilhavam desta crença, e são a fonte dos Campos Elísios, onde está Radamanto, irmão de Minos, e ex-rei de Creta. Pessoas marítimas, os minoicos tinham uma tendência natural para colocar seu paraíso para além dos mares, nos confins da Terra.
Não está claro até que ponto eles consideravam possível a sobrevivência dos mortos, após a alma deixar o corpo na sepultura. A borboleta é considerada o símbolo da alma dos mortos. O seu aparecimento em disco em ouro de Micenas pode indicar que, pelos menos à época minoico-micênica, os egeus acreditavam na psicostasia, pesagem de almas, encontrada no Egito. Foram encontrados discos de pesagem em bronze em túmulos cretenses do minoano recente. Borboletas aparecem em um machado duplo de bronze de Festo e também sobre relevos pintados de um rei-sacerdote de Cnossos. Borboletas e pupas aparecem como símbolos de ressurreição no anel Nestor. Este anel representa de acordo com Evans, cenas da vida futura: um casal é iniciado nos mistérios do outro mundo e aparecem diante da Grande Deusa e um grifo sentado em um trono. Esta iniciação é seguida pela ressurreição e o retorno do casal a vida. Não se sabe se os minoicos acreditavam na punição dos pecados com uma vida futura cheia de tormentos (o equivalente ao inferno).

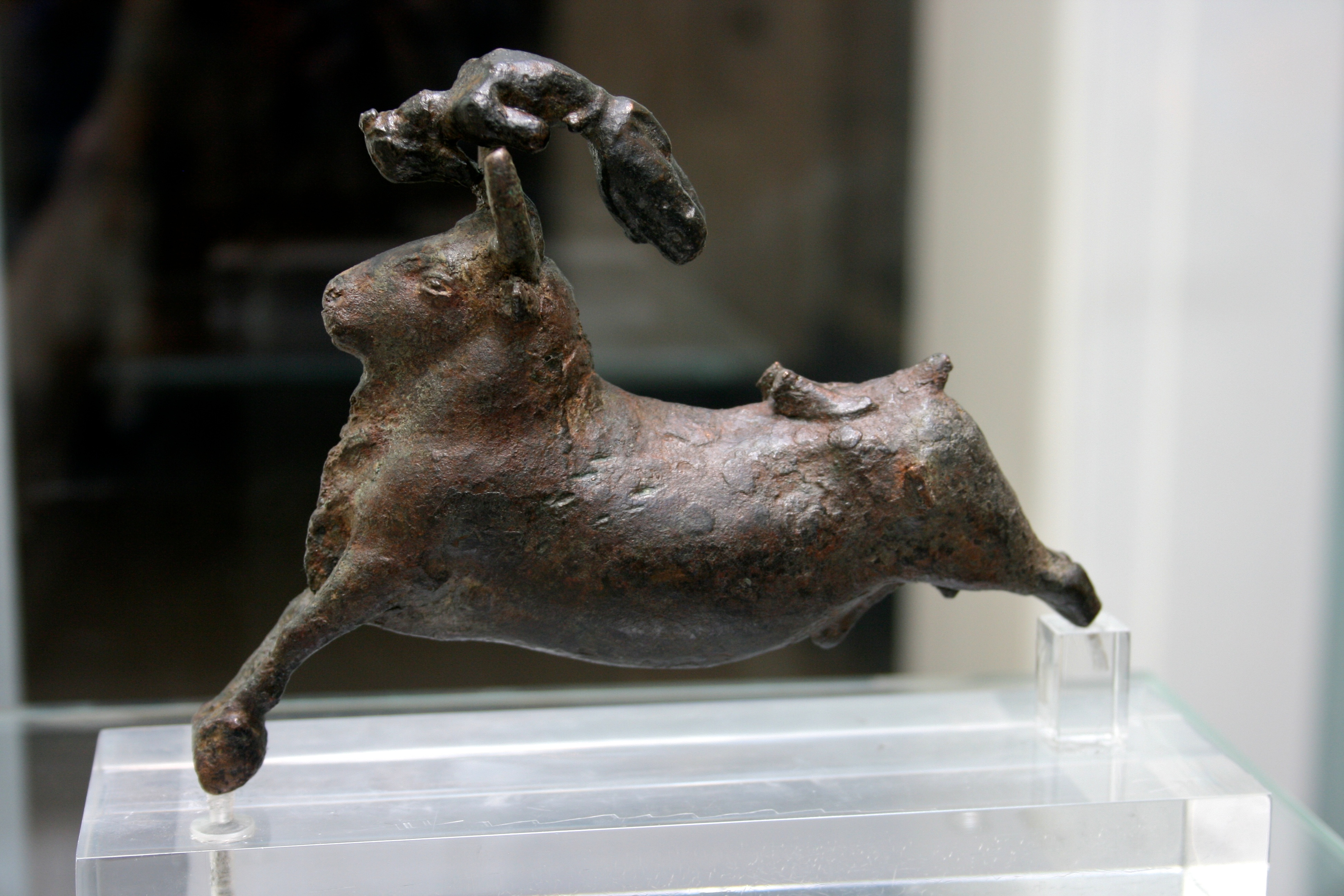
Grupo em bronze do neopalaciano representando um acrobata saltando por cima de um touro

A cremação dos mortos foi introduzida em Creta no final do período pós-palaciano ou micênico. Essa nova concepção e a simplificação do fenômeno da morte são provavelmente devido à influência de elementos nórdicos relacionados com a cultura dos campos de urnas da Europa Central.

## Jogos e festividades
Outra forma de adoração foi o balançar em balanços ou cordas amarradas entre árvores ou postes. Foi identificada essa prática em outros contextos religiosos: por exemplo, foram encontrados rituais de balanceamento na Índia e em algumas áreas rurais da Grécia moderna. Um modelo de argila de Hagia Triada mostra uma mulher sentada em um balanço pendurado entre dois pilares sobre os quais estão empoleirados pombos.

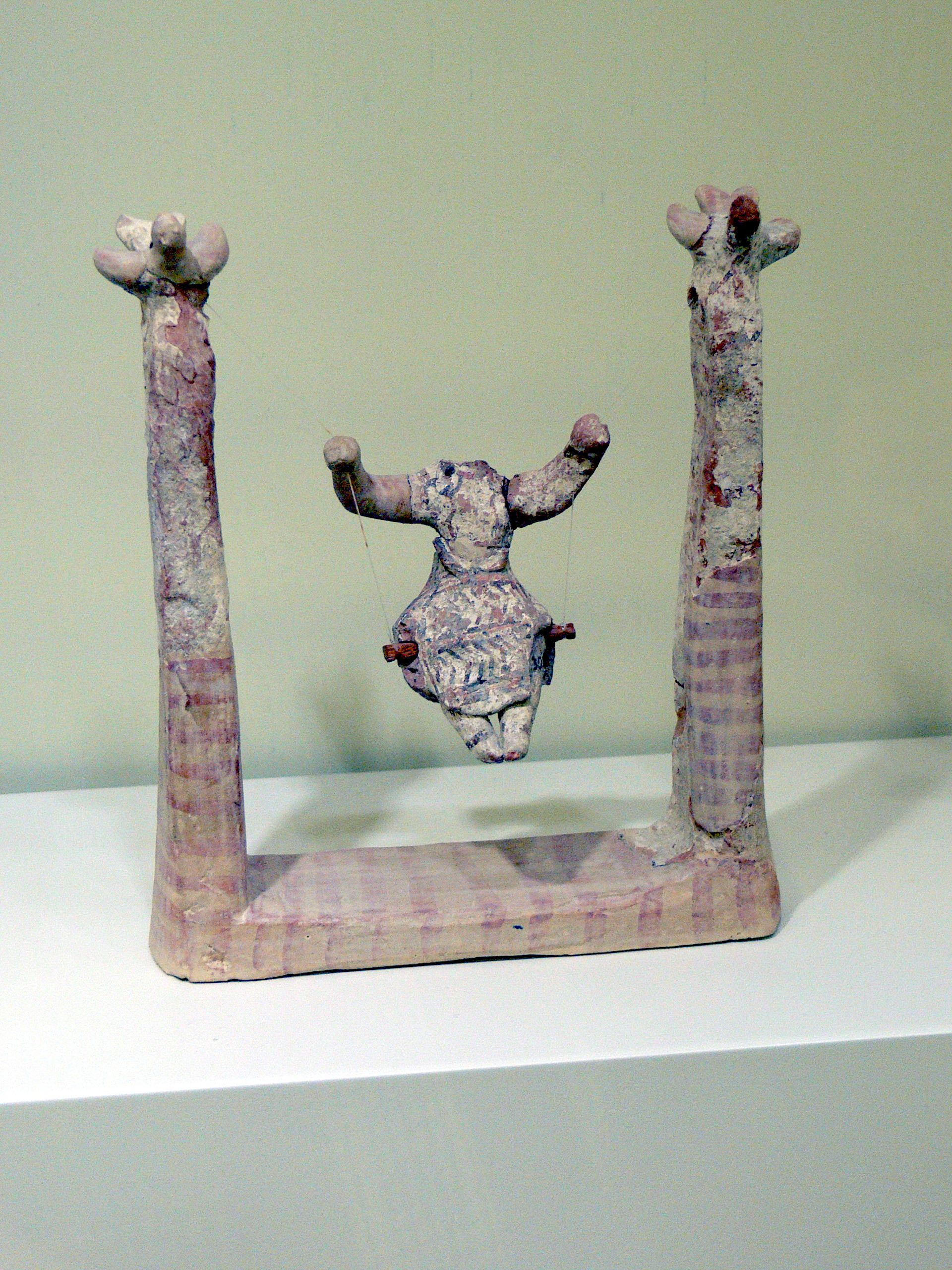
Mulher sentada em um balanço. Período neopalaciano (Hagia Triada)

Não se sabe com certeza em que dia do ano era realizada a festa minoica. No entanto, se comparado com o que se sabe sobre religiões antigas tais como a egípcia, pode-se supor que os minoicos celebraram no início do ano, o aniversário de grandes eventos míticos, como o nascimento, morte e ressurreição do Deus.
Os jogos do touro, ou tauromaquia (também conhecido como taurocatapsia) em assimilação a tauromaquia espanhola, provavelmente tinha um caráter sagrado. É representada em geral nos afrescos de Cnossos e inscrita em selos em miniatura. De acordo com Persson, esses jogos faziam parte do festival da primavera. Na tauromaquia, o animal não era morto (embora possa ter sido morto em uma cerimônia religiosa póstuma). Jovens prendiam-se ao animal pelos chifres e realizaram uma variedade de acrobacias sobre o dorso do animal. A origem dessa prática remonta aos esforços para capturar touros nas montanhas de Creta, no entanto, as cenas que representam a verdadeira captura de touros mostram homens carregando lanças ou redes, aqueles que participam desses jogos não estavam armados. Jogos semelhantes ocorreram durante o período clássico na Tessália, em Esmirna, na Cária, e Sinope, na Paflagônia. Parece que houve participantes da Grécia continental, o que possivelmente deu à luz a lenda do Minotauro.

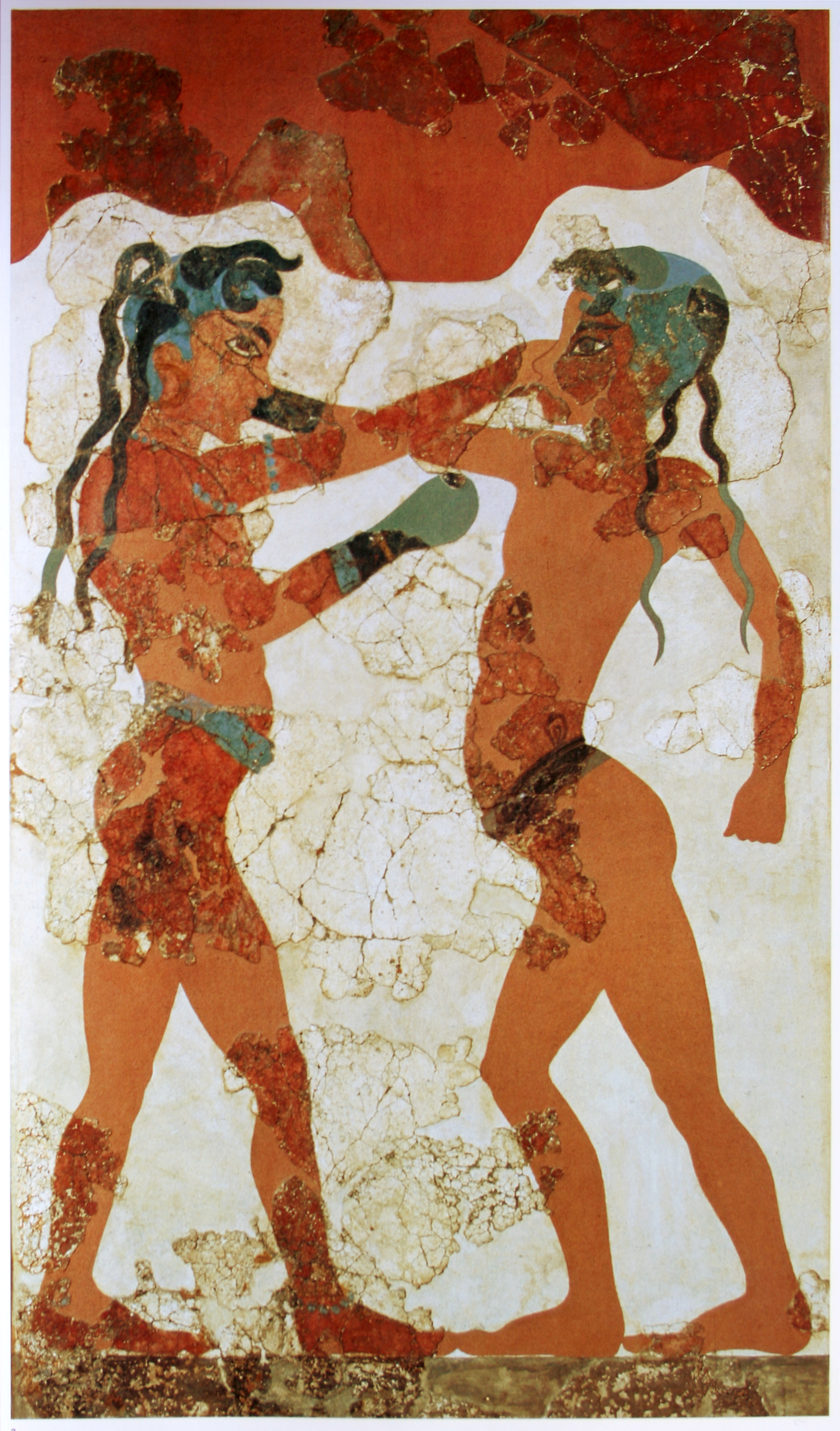
Crianças boxeando em afresco de Acrotíri

As festividades incluíam outros eventos esportivos. Cenas de pugilismo são retratadas em um afresco de Tílissos, sem que se saiba se as lutas tinham algum caráter religioso. Uma ocorrência similar, que comemora a vitória de Osíris sobre seus adversários, ocorre no Egito.
As procissões eram outro aspecto das celebrações. Num ritão de Hagia Triada pode-se ver uma procissão relacionada a um rito agrícola. Os homens envolvidos usam ferramentas agrícolas. O caráter religioso é indicado pela presença de cantores e um sacerdote tocador de sistro. Em outras procissões, sacerdotes, sacerdotisas caminham silenciosamente adorando com vasos de libações.
Não é de surpreender que um povo marinho como os minoicos não tivesse ritos relacionados com a água. As celebrações marinhas provavelmente foram realizadas em santuários perto do mar. Um anel de ouro encontrado em Móchlos mostra uma deusa em uma viagem de barco que também contém um pequeno altar e uma árvore. Essa árvore pode ser uma árvore sagrada desenraizada ou uma sugestão simbólica da deusa da vegetação.

## Continuidade da religião minoica

### Sobrevivência do culto

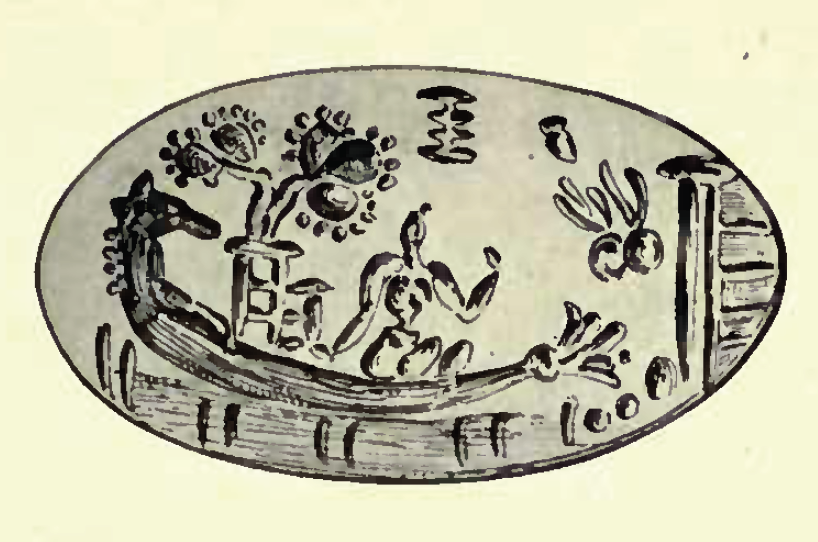
Anel de Móchlos

É provável que a religião minoica tenha sobrevivido à invasão grega e tenha se fundido com a religião destes. Traços do culto minoico que remontam ao período micênico foram recuperados.
Essa continuidade pode ser expressa através de muitos ídolos encontrados, que mantêm por vários séculos a aparência minoica. Em Gazi, ídolos do período sub-minoico foram encontrados. Erguiam-se provavelmente numa placa em uma pequena sala quadrada, onde também foi encontrada uma mesa de oferendas e vasos. O santuário de Carfi, mais tarde, datado do sub-minoico ao protogeométrico, revela objetos de culto e ídolos minoicos, embora seus pés foram modelados separadamente. Em Prínias também foram descobertos ídolos, em forma de sino, que eram representados com serpentes, como os ídolos encontrados em Gúrnia. Em 1906, arqueólogos italianos acreditaram que os ídolos de Prínias datassem do período arcaico, e foram completamente ádvenas ao período minoico e sua datação.

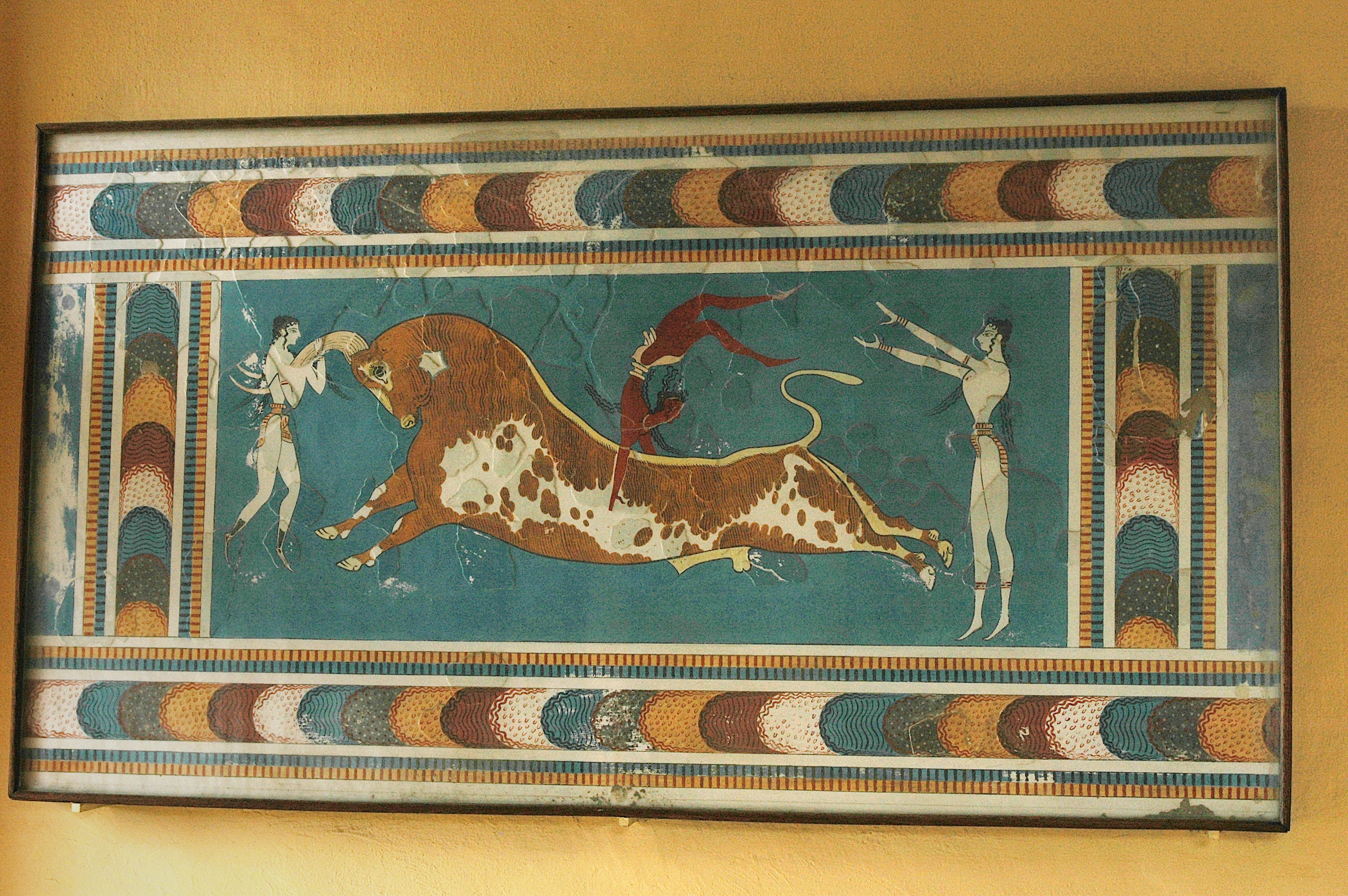
Afresco do Toureiro

Um importante objeto de adoração minoico perdurou através dos séculos: o cerno. O termo cerno significa, de acordo com os autores gregos, um grupo de copos de barro anexados a um pote central, onde tipos diferentes de frutas foram colocados. Esse objeto foi transformado no licno (liknon). O cerno era servido nos mistérios, como aqueles de Elêusis. cerno dedicados aos deuses de Elêusis foram descobertos na encosta ocidental da Acrópole de Atenas e perto de Metroon. A complexidade da forma dos cerno pode sugerir que há uma conexão real entre as cópias minoica e grega. Os pesquisadores concordam que uma forma particular, de fato, dificilmente teria aparecido duas vezes no mesmo país sem que houvesse uma conexão.
O plano dos santuários domésticos minoicos também sobreviveu durante o período arcaico. Em Dreros, perto de Olunte, existe um templo que reflete a fusão da religião minoica e grega. É uma pequena sala retangular, 11 m. por 7,20 m. em que a entrada fica ao norte. Há um pilar de meio metro de altura e provavelmente em seu entorno há uma mesa de oferendas. Foram descobertos ídolos do tipo minoico no local. A sobrevivência da tradição minoica é evidente, mas os deuses cultuados no lugar são identificados como os gregos Apolo, Ártemis e Latona.
Em outros lugares, em Creta, locais de culto são pensados como reminiscências dos locais de culto minoico. Ao sul de Rodes, em um lugar habitado no VI a.C., arqueólogos dinamarqueses descobriram em 1908 um santuário com grande similaridade com o santuário do machado duplo de Cnossos.

### Continuidade dos lugares de culto

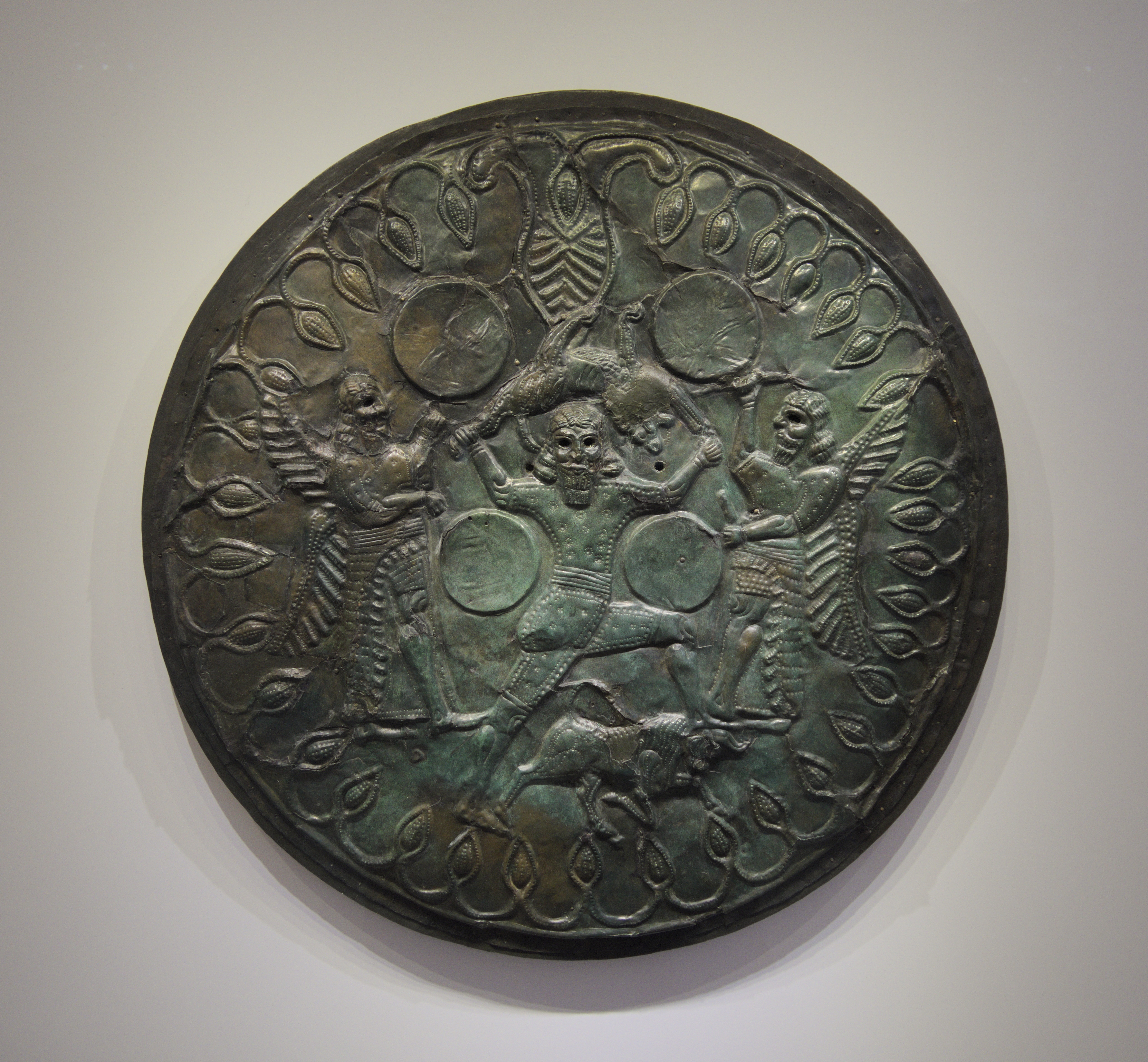
Escudo de bronze do período geométrico. Zeus (centro) está cercado por curetes batendo tambores

Grutas e cavernas de Creta, no final do período minoico, não eram outra coisa senão lugares de culto. Algumas cavernas, como Camares a Maurospilion no Monte Ida são abandonadas no final do período minoico. Em contrapartida, outras, como a caverna de Zeus, também nas encostas do Monte Ida, começou a ser frequentada no mesmo período. A caverna de Psicro, onde supostamente Zeus foi criado, é a mais rica de todas as cavernas de Creta, ocupada desde o período de auge dos minoicos até o período geométrico.; a de Arcalochóri deixou de ser usada para adoração, a partir do final do período minoico.
Estas grutas são exemplos de locais de culto abandonados após o período minoico, enquanto em outros, o culto persistiu. Na caverna Patsos, nas encostas ocidentais do Monte Ida, cerâmica minoica tem sido encontrada, assim como uma inscrição mencionando Hermes Craneu. A caverna de Ilítia parece ainda ter sido usada após o período minoico. Assim, Homero menciona-a na Odisseia; parece que seu uso pode ser identificado até o período romano, se constatada a veracidade dos fragmentos de cerâmica romana e até mesmo lamparinas cristãs encontradas.

## Legado a religião da Grécia Antiga

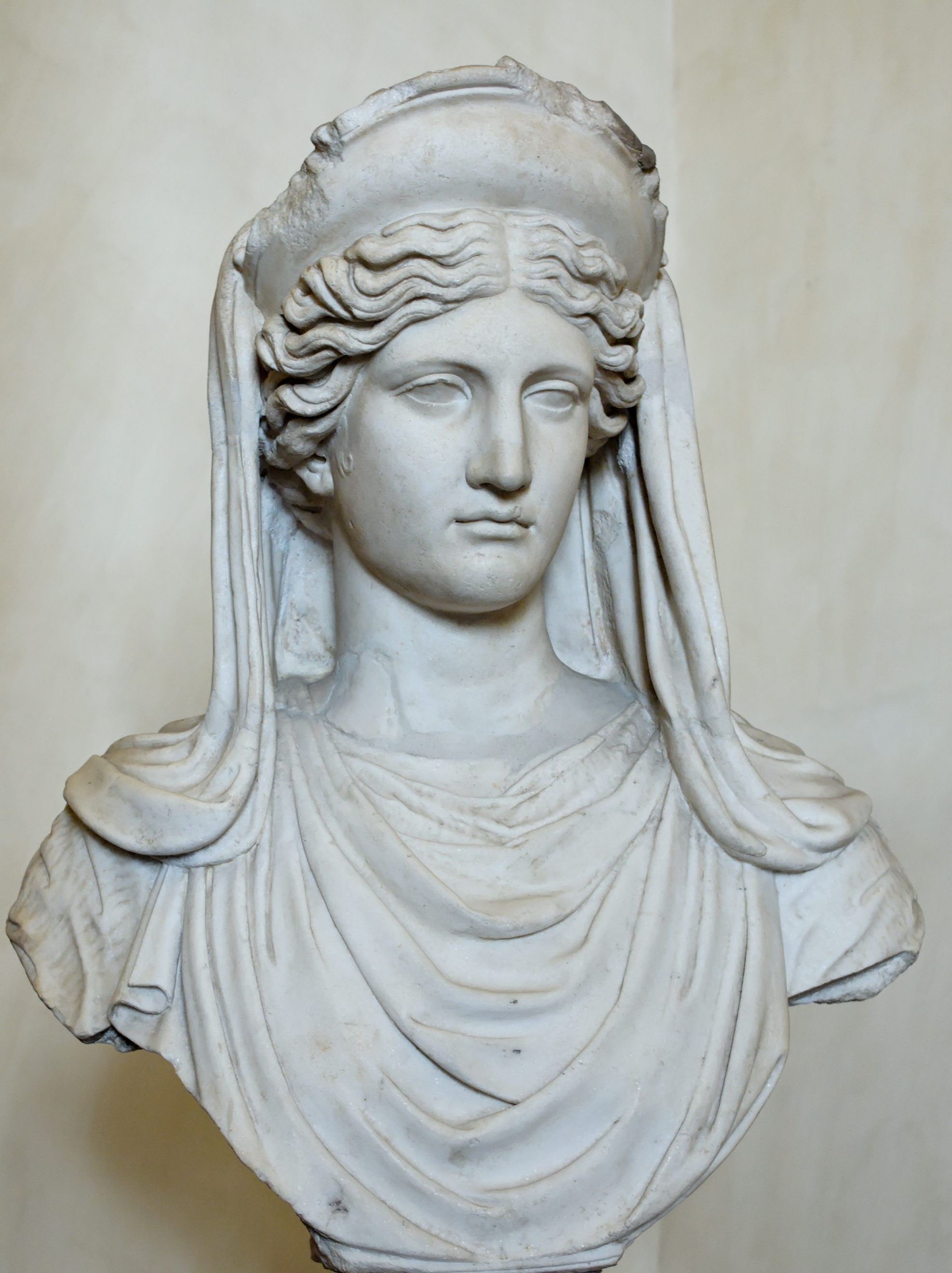
Busto de Deméter

Muitos dos símbolos da deusa-mãe mais tarde foram associados com deusas da Grécia clássica. Atena herdou cobras e qualidades belicosas, Ilítia o parto, Ártemis as bestas selvagens, Afrodite as pombas, Deméter as papoulas. Há leões na adoração de Cibele, na Ásia Menor, e tudo o que se pode dizer é que há grande afinidade entre a deusa minoica e as poderosas divindades femininas da Ásia Menor. A frígia Cibele (mãe de Ida), Ma (mãe de Átis), e Ártemis de Éfeso são bem conhecidas nos templos gregos e romanos, mas existem cultos similares em tempos muitos mais remotos. Uma poderosa deusa solar e guerreira, com emblemas como o leão, a pantera e a pomba, era adorada na vila de Arinna no primeiro período hitita.
Os deuses do Olimpo (Zeus, Posidão, Apolo, Hades, etc.) parecem estrangeiros para o pequeno panteão da religião minoica, dominado por divindades femininas. No entanto, esses deuses indo-europeus, em alguns casos eram tratados como deuses mais antigos, e em Creta, Zeus foi identificado como o jovem deus e chamado Kouros (menino) e Zeus Velcano. Acreditava-se que ele nascia e morria a cada ano. Outros filhos divinos, os sobreviventes da religião pré-helênica foram Lino, Pluto ou Erictônio e Dionísio. Nas tabuletas em linear B de Cnossos e Pilos, o panteão dos templos clássicos parecia estar em estágio bastante avançado. Nomes como Hera, Atena, Zeus e Posidão aparecem nas tabuinhas. A explicação é que os aqueus tinham uma religião politeísta, nascida da fusão dos seus próprios deuses com os dos pré-helênicos. De acordo com Diodoro da Sicília, Creta exportou os seus deuses em todas as partes do mundo.

### Zeus

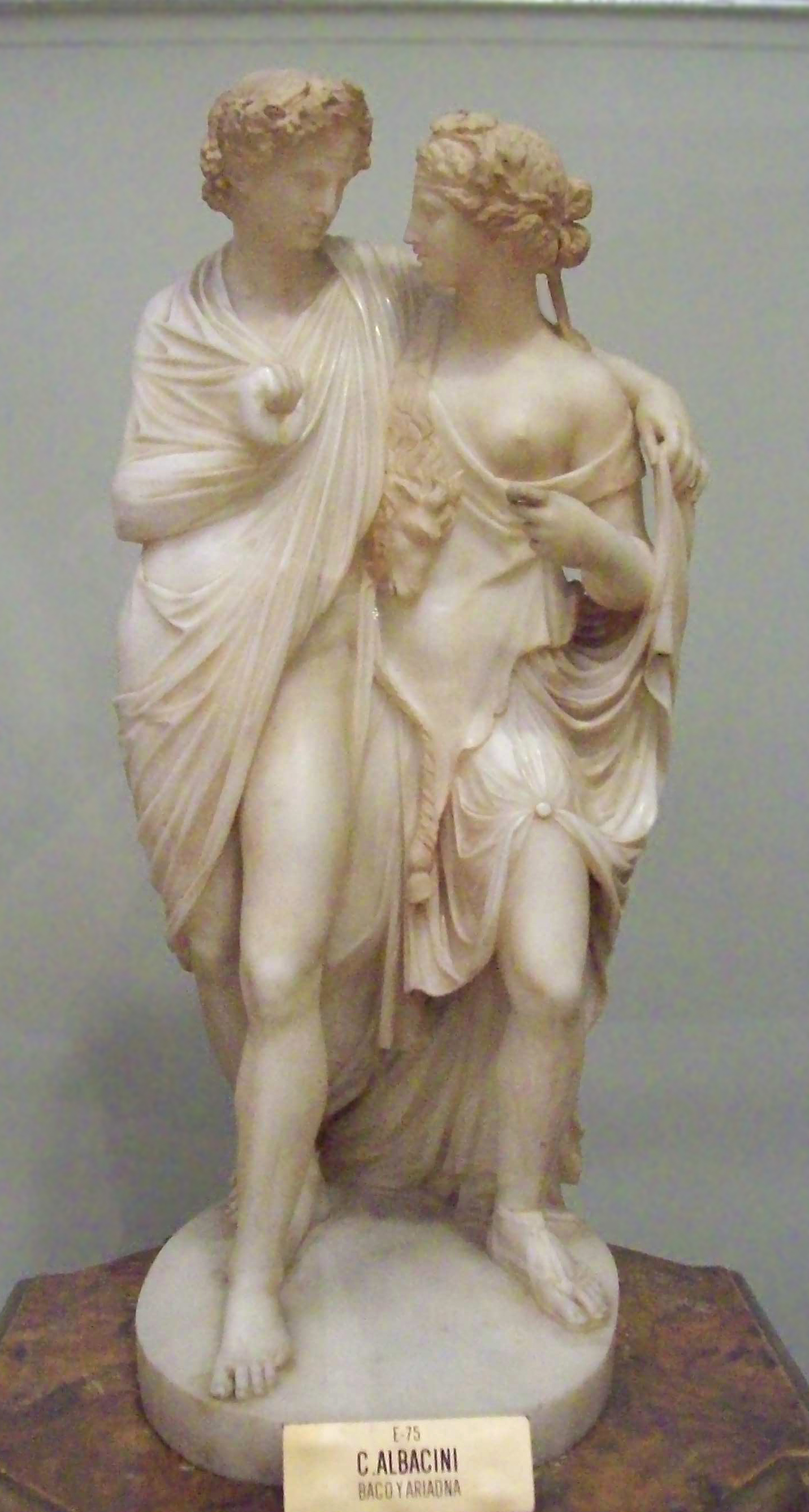
Ariadne e Dionísio

Hesíodo descreve o nascimento de Zeus em sua Teogonia. Ele conta como Reia, para salvar seu filho, é conduzida até Licto, em Creta, onde deu à luz Zeus, que é dado a Gaia que o escondeu em uma caverna. Todas as histórias atribuídas a infância de Zeus em Creta seria um indicativo de crenças e práticas muito antigas estabelecendo que os minoicos estavam ligados à adoração de um Deus intimamente mais velho do que o Zeus de Hesíodo. A exploração da caverna de Psicro por Hogarth no final do século XIX provou que as tradições sobre o nascimento de Zeus podem estar ligados a este lugar. No topo da caverna, bloqueado por muitas pedras, foi identificado um altar sacrifical e muitos machados duplos, cuja presença parece estar ligada ao próprio deus.

### Britomártis
O culto de Britomártis teria sido de origem minoica. Seu nome significa "doce virgem" em minoico e seu culto persistiu muito tempo depois do período minoico em muitas cidades cretenses, como Dreros, onde foi celebrado com o nome de Britomarpis, que parece ser a variante cretense do nome. Além disso, na mitologia, é associada com Minos, a quem teria escapado, se recusando a casar com ele, para esconder-se em uma caverna em Egina, onde foi celebrada sob o nome de Ártemis no templo de Afaia.

### Díctina
Díctina é provavelmente uma descendente da grande deusa minoica. Como Ártemis, Díctina foi uma deusa dos campos, montanhas e da caça. Seu culto não se limitava a Creta e foi celebrado entre outros locais, em Atenas e Esparta e isto em períodos muito posteriores ao período minoico. Assim, moedas de Creta da época de Trajano foram descobertas representando curetes sentados em uma pedra alimentando Zeus criança. Seu culto foi celebrado especialmente em Dictinaion entre Cidônia e Falasarna, onde um templo lhe foi erguido cujas receitas foram utilizadas em obras públicas em toda a Creta durante a ocupação romana.

### Deméter

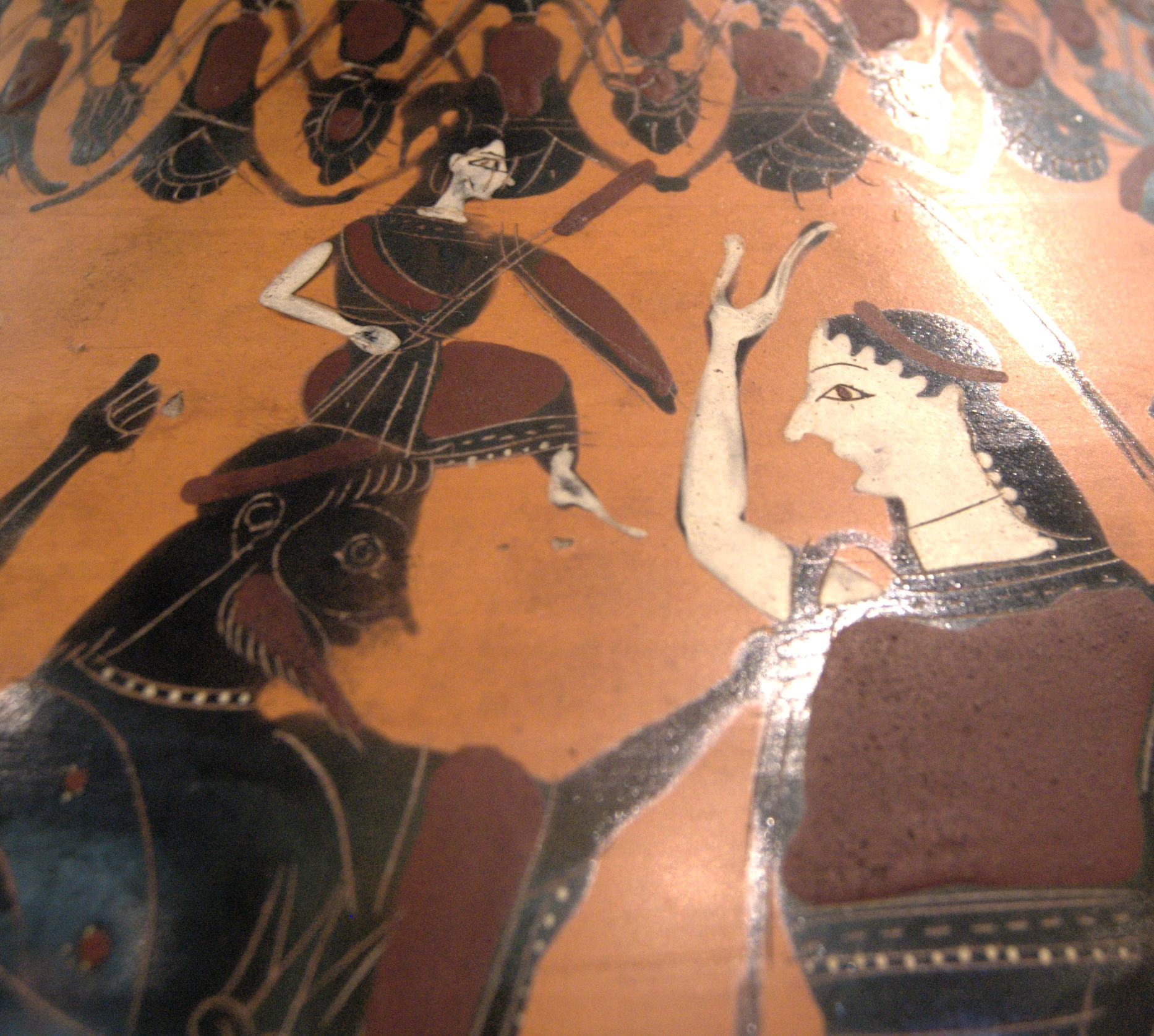
Ânfora ilustrando o nascimento de Atena; Ilítia é a mulher a direita.

De acordo com Homero, Deméter chegou a Grécia a partir de Creta. Deméter é dita como tendo sido abraçada por Iasion em um campo arado. Essa união é a ligação com o ciclo da vegetação presente na religião minoica. Os atributos de Deméter, que são cobras, animais, árvores e papoulas podem ser vistos como testemunhas da origem da deusa. Além disso, o nome da deusa aparece em um anel dórico do século III. Em Cnossos, até o século I ou II, Perséfone é chamada de Virgem. A presença destes dois nomes são nomes sugestivos da Grande Deusa minoica. Diodoro Sículo escreveu que os mistérios de Elêusis vieram de Creta e foram ensinados publicamente em Cnossos, assim como também secretamente. Quando Diodoro diz que os deuses são encontrados no mundo cretense, ele toma o exemplo de Deméter, cuja adoração de Creta para adentrar na Ática, antes teve que chegar na Sicília e no Egito.

### Ariadne
Ariadne está obviamente ligada a Creta, através do mito de Teseu e o Minotauro. No entanto, Nilsson observa que nenhuma outra heroína morreu de tantas maneiras diferentes, e que esta só pode ser explicada por um culto da morte de Ariadne. Assim, ao estudar os festivais de Ariadne em Naxos, eles lembram cultos à vegetação, bem conhecidos por religiões orientais, mas ausentes na religião grega clássica. No entanto, nas religiões orientais, os cultos são a um deus em questão, enquanto em Naxos é a uma deusa. Sua morte é celebrada todos os anos, em decorrência de sua morte anual. Essa forma não é grega ou oriental, podendo ter sido herdada diretamente das tradições minoicas.

### Ilítia
Ilítia era a deusa do parto. Homero, na Odisseia, conta como ela ajudou Leto a dar à luz Apolo em Delos. Também refere-se à caverna de Ilítia em Amnisos que poderia significar que a deusa é derivada de uma divindade e um culto minoico mais antigos. Esta caverna foi usada para adoração, a partir do neolítico à época romana. O culto desta deusa foi difundido na Grécia, em Creta e em muito mais. Seu nome, não sendo indo-europeu, poderia vir diretamente da língua antiga minoica.